# Binh đoàn La Mã
Legion Romana tức Quân đoàn La Mã, Binh đoàn La Mã là một đơn vị tổ chức của Quân đội La Mã trong giai đoạn từ Cộng hòa La Mã tới Đế quốc La Mã. Legion Romana được phiên âm là Lê dương La Mã để chỉ loại bộ binh nặng và đôi khi là toàn bộ Quân đội La Mã. Lực lượng nòng cốt của Quân đoàn La Mã là bộ binh nặng hay lê dương (phiên âm Hán Việt của tiếng Pháp légion, trong tiếng Anh còn gọi là Legionary), kèm theo quân đồng minh hỗ trợ (auxilium, binh lính không có quyền công dân La Mã), kỵ binh, lính xạ kích (bắn cung, máy bắn đá) và lính ném lao. Về mặt từ nguyên, trong tiếng Latinh legion có nghĩa là "chế độ quân sự cưỡng bách", có nguồn gốc từ lego nghĩa là tập trung.
Quân số của một quân đoàn La Mã tiêu biểu biến đổi theo thời gian. Trong giai đoạn Cộng hòa mỗi quân đoàn có 4.200 người chia thành 30 đến 35 tiểu đoàn (manipulus), mỗi tiểu đoàn 120 đến 140 người. Sang giai đoạn Đế quốc quân số của một quân đoàn tăng lên thành khoảng 5.200 người cộng thêm quân đồng minh hỗ trợ chia làm 10 đội quân (cohort), mỗi đội quân có 480 lính, riêng đội quân thứ nhất có 800 lính. Bộ binh được yểm trợ bởi kỵ binh ở hai bên sườn và lính xạ kích ở phía sau.
Vì các quân đoàn thường trực chỉ được tổ chức trong hệ thống quân đội La Mã sau cải cách của Marius (107 TCN) còn trước đó nó có tính nhất thời (được thành lập, sử dụng khi cần thiết và sau đó giải tán) nên hàng trăm quân đoàn đã được đặt tên và xếp số thứ tự trong lịch sử La Mã. Đến nay, chỉ có khoảng 50 quân đoàn có thể xác định được rõ ràng. Trong thời kỳ đầu của Đế quốc La Mã, thường có 25 đến 35 quân đoàn thường trực cùng với quân đồng minh và sẽ được tăng thêm khi cần thiết. Xem Danh sách các quân đoàn La Mã để biết thêm thông tin về chúng trong từng giai đoạn.
Vì sự thành công về quân sự của Cộng hòa La Mã và Đế quốc La Mã, quân đoàn La Mã từ lâu đã được coi là mô hình ưu tú thời cổ đại về năng lực và hiệu quả quân sự.

## Lịch sử

### Vương quốc La Mã (tới năm 500 TCN)

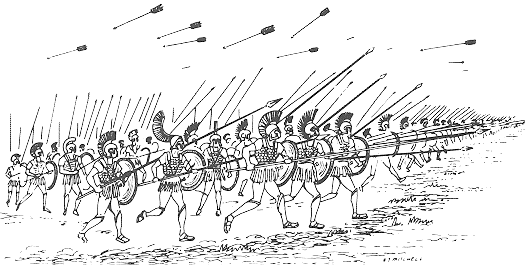
Đội hình phalanx

Trong thời kỳ đầu của Vương quốc La Mã và Cộng hòa La Mã, các quân đoàn chưa được sử dụng, thay vào đó là các đại đội một trăm người được ghép với nhau theo những hình thức ngẫu nhiên và chỉ phục vụ người trả tiền cho họ. Cho đến thế kỷ 2 TCN, các đại đội được tổ chức từ kỵ binh và bộ binh nhẹ rồi sau đó được thay thế bởi quân hỗn hợp. Trong giai đoạn này đội hình Phalanx Hy Lạp là chiến thuật chủ yếu trong đánh trận và lính La Mã trông rất giống bộ binh trang bị vũ khí hạng nặng (còn gọi là trọng binh - Hoplite) của Hy Lạp.
Lịch sử La Mã trong những kỷ nguyên đó có khá nhiều điều được cấu thành bởi truyền thuyết, nhưng có thể tin rằng trong triều đại Servius Tullius, điều tra dân số đã hiện diện. Tất cả nam công dân La Mã khỏe mạnh, có tài sản được chia làm 5 tầng lớp để thực hiện nghĩa vụ quân sự và người lính phải tự vũ trang cho mình. Những tầng lớp này được tổ chức thành các đại đội 100 người, có một đại đội trưởng, một đại đội phó và một người cầm quân kỳ.
Tham gia quân đội vừa là nghĩa vụ vừa là dấu hiệu phân biệt đẳng cấp của công dân La Mã. Trong toàn bộ thời kỳ trước cải cách của Marius, những chủ đất giàu nhất cũng có thời gian ở trong quân ngũ nhiều nhất bởi vì họ chính là đối tượng chịu thiệt hại nhất nếu Nhà nước sụp đổ.
Tầng lớp thứ nhất có 82 đại đội, được trang bị theo kiểu bộ binh nặng Hy Lạp với thương, kiếm ngắn, mũ trụ, giáp ngực và khiên tròn (tiếng Latin gọi là clipeus, tương tự khiên tròn - aspis hay hoplon mà trọng binh Hy Lạp sử dụng). Tầng lớp thứ hai và thứ ba cũng là lính mang thương nhưng trang bị thô sơ hơn và sử dụng khiên rộng hơn, hình bầu dục hoặc tam giác. Tầng lớp thứ tư hầu như không đủ khả năng tự vũ trang, chỉ có khiên nhỏ, thương và lao. Ba tầng lớp sau, mỗi tầng lớp có khoảng 26 đại đội. Tầng lớp cuối cùng thì chỉ là lính ném đá. Sĩ quan chỉ huy và kỵ binh được lấy từ những người có ngựa thuộc tầng lớp quyền thế. Sau này kỵ binh được chia nhỏ thành nhóm 30 người do một thập trưởng chỉ huy. Tầng lớp thứ năm được tổ chức thành 32 đại đội bộ binh (trong đó có 2 đại đội công binh) và 18 đại đội kỵ binh..
Chiến thuật không có sự khác biệt so với người Hy Lạp. Trận chiến diễn ra trên bình nguyên. Bộ binh cầm thương xếp hàng sát vào nhau tạo thành một bức tường khiên và tấn công đối phương với sự trợ giúp của lính ném đá và ném lao. Kỵ binh có nhiệm vụ truy kích và đôi khi xuống ngựa chiến đấu như bộ binh trong những tình huống nguy cấp. Chiến thuật này là sự vận động của một khối quá cồng kềnh và dễ thất bại trước các bộ tộc sinh sống ở vùng có địa hình phức tạp như Volsci hoặc Samnites.
Các pháp quan, người lãnh đạo dân sự của La Mã cổ đại, cũng là chỉ huy quân sự trong thời chiến (thường là từ mùa xuân đến mùa thu). Hành động tuyên chiến có một nghi lễ tôn giáo kết thúc bằng việc ném một ngọn lao dùng trong buổi lễ sang phần đất của đối phương để đánh dấu sự khởi đầu của tình trạng chiến tranh.

### Cộng hòa La Mã (509-107 TCN)
Có lẽ vào bắt đầu từ thời kỳ Cộng hòa La Mã, sau khi lật đổ chế độ quốc vương, lính lê dương La Mã được chia ra làm hai đạo quân, mỗi đạo đặt dưới quyền chỉ huy của một trong hai Quan chấp chính tối cao. Trong những năm đầu tiên của nền Cộng hòa, do khi đó chiến tranh chủ yếu là những cuộc đột kích và cướp phá, nên có lẽ các quân đoàn này không phải lúc nào cũng được tập trung đầy đủ binh lực. Các quân đoàn bắt đầu được tổ chức một cách chính thức vào khoảng thế kỷ thứ 4 TCN, khi người La Mã tiến hành chiến tranh theo chiến dịch chuẩn bị trước một cách thường xuyên hơn và quân đội chấp chính lên tới hai đạo quân.
Trong giai đoạn Cộng hòa La Mã, thời gian tồn tại của một quân đoàn rất ngắn ngủi. Ngoại trừ các quân đoàn từ I đến IV là các quân đoàn thuộc hai đạo quân của các Chấp chính, các quân đoàn khác chỉ được tuyển mộ cho từng chiến dịch. Những đồng minh của La Mã ở nước Ý được yêu cầu cung cấp một quân đoàn trợ chiến cho mỗi quân đoàn La Mã.
Chức Quan giám quân (Tribuni militum) xuất hiện sau năm 331 TCN, đầu tiên họ đóng vai trò là các sĩ quan chỉ huy của các quân đoàn nhưng sau đó cũng đồng thời là người đại diện của Nhà nước La Mã. Mỗi quân đoàn có 6 Quan giám quân và cứ lần lượt 2 người trong số đó được giao quyền chỉ huy. Tổ chức nội bộ của các quân đoàn La Mã trở nên phức tạp hơn, từ đội hình Phalanx cổ điển trở thành hệ thống các tiểu đoàn (manipular) cho phép đổi mới về mặt chiến thuật. Lần đầu tiên, cấp bậc của binh lính được phân loại dựa trên kinh nghiệm chiến đấu và tuổi tác chứ không phải sự giàu có, đồng thời Nhà nước chu cấp vũ khí cũng như trang bị căn bản, trừ kỵ binh (eques) vẫn phải tự trang bị ngựa.

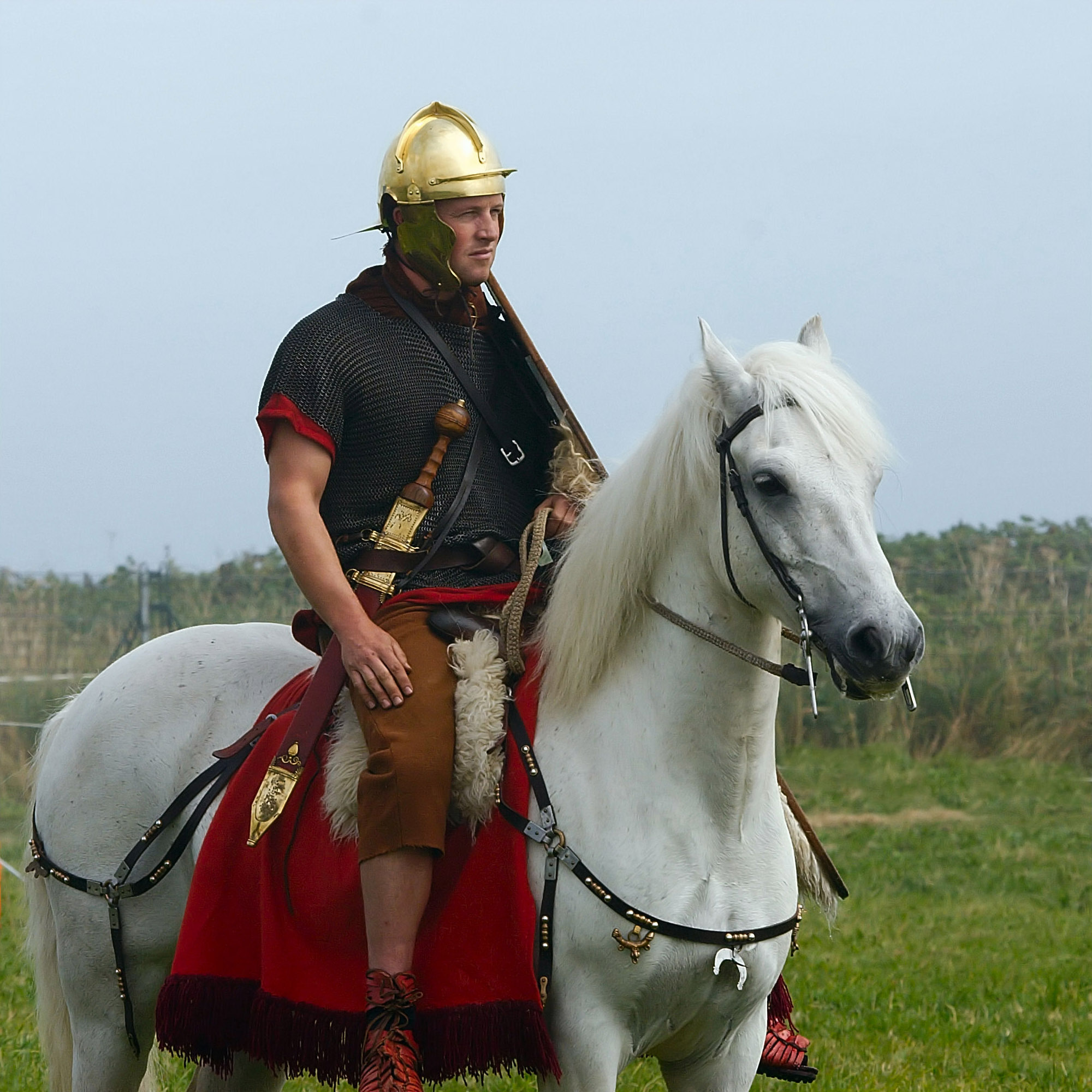
Hình ảnh tái hiện một kỵ binh nhẹ La Mã trong thời kỳ đầu của nền Cộng hòa. Lưu ý rằng thời kỳ đó chưa có yên ngựa

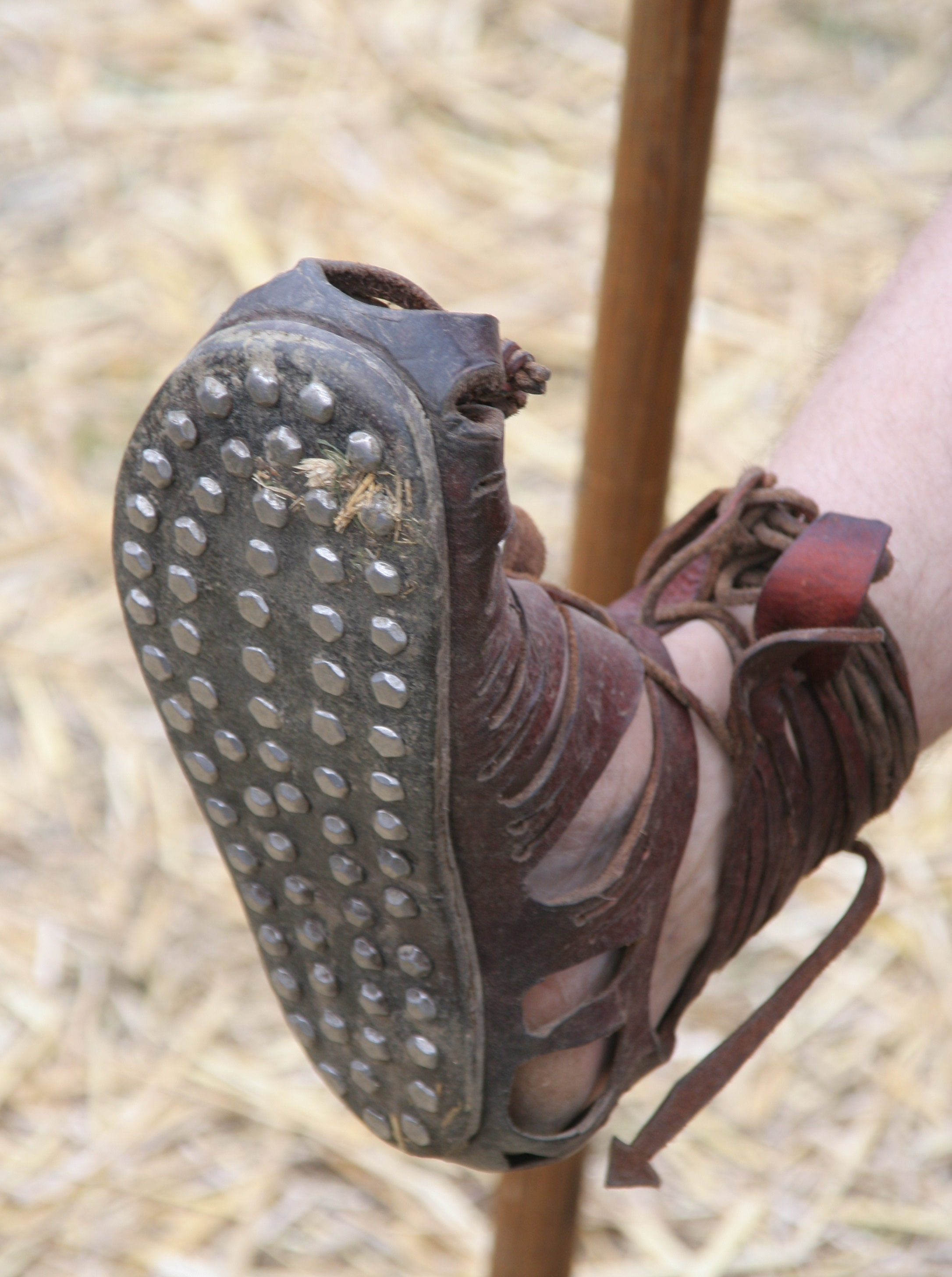
Một chiếc Giày xăng-đan đóng đinh caligae được tái hiện lại

Ở thời kỳ giữa của nền Cộng hòa, một quân đoàn bao gồm:
- Kỵ binh (eques): ban đầu đây là binh chủng có thanh thế nhất, là nơi những thanh niên La Mã giàu có đầu quân vào nhằm chứng tỏ khả năng và lòng can đảm, tạo tiền đề cho sự nghiệp chính trị sau này. Kỵ binh tự vũ trang với khiên tròn, mũ trụ, áo giáp, kiếm và một hoặc nhiều thương. Kỵ binh có quân số ít nhất trong một quân đoàn, chỉ có trên dưới 300 người chia làm 10 nhóm, mỗi nhóm 30 người trong khi có tới khoảng 3.000 bộ binh nặng và 1.200 bộ binh nhẹ. Chỉ huy một nhóm kỵ binh là thập trưởng. Quân đoàn của đồng minh La Mã có lực lượng kỵ binh đông hơn: khoảng 600 người. Ngoài kỵ binh nặng, kỵ binh nhẹ xuất thân từ dân nghèo hoặc tầng lớp giàu có nhưng chưa đủ tuổi để gia nhập bộ binh nặng hay kỵ binh nặng. Trong chiến đấu kỵ binh được sử dụng để làm rối loạn đội hình đối phương, đánh vu hồi bộ binh và đẩy lùi kỵ binh của địch. Sau này, một phần hoặc toàn bộ kỵ binh còn xuống ngựa để chiến đấu như bộ binh trong những trận đánh tĩnh, một chiến thuật tuy không quen thuộc lúc ấy nhưng tạo ra lợi thế quan trọng về tính ổn định cũng như linh hoạt trong giai đoạn chưa phát minh ra yên ngựa.[7]
- Bộ binh nhẹ (Velites): là các công dân nghèo khó của La Mã, những người không đủ khả năng tự trang bị một cách đầy đủ. Bộ binh nhẹ chỉ có một giáp nhẹ (chủ yếu là áo được thuộc từ da thú hoặc tốt hơn là áo lưới sắt), lao, đoản kiếm, và có thể thêm một chiếc áo choàng lông sói hoặc sư tử. Vai trò chủ yếu của họ trong chiến đấu là lính ném lao phụ trợ - những người sẽ tấn công đối phương đợt đầu tiên để làm họ rối loạn hàng ngũ hoặc yểm trợ cho những đội quân đứng sau. Sau khi phóng lao, bộ binh nhẹ rút về tuyến sau qua khoảng trống giữa các tiểu đoàn và được bộ binh nặng che chắn trước sự tấn công của địch. Do trong giai đoạn đầu và giữa của thời kỳ Cộng hoà La Mã, kỵ binh còn thiếu hụt nên bộ binh nhẹ có thể được sử dụng trong nhiệm vụ trinh sát. Họ không có tổ chức hoặc đội hình chiến đấu nghiêm ngặt.
- Bộ binh nặng: là lực lượng nòng cốt của quân đoàn La Mã. Bộ binh nặng xuất thân từ tầng lớp có khả năng tự vũ trang đầy đủ: mũ trụ, khiên hình chữ nhật uốn cong, áo giáp và lao (pilum) nặng với tầm phóng khoảng 30 m. Sau năm 387 TCN, vũ khí phổ biến của bộ binh nặng là kiếm ngắn hai lưỡi (gladius). Những đôi giày xăng-đan có đóng đinh to (caligae) vừa dễ di chuyển trên đất trơn trợt vừa là vũ khí hiệu quả để đạp kẻ thù đã ngã xuống. Trước Cải cách của Marius bộ binh nặng được chia thành ba tuyến quân theo kinh nghiệm chiến đấu:
  - Lính cầm thương (Hastati hay hastatus) là tuyến quân kém tin cậy gồm những người lính trẻ, ít kinh nghiệm nhất. Đây là hàng quân sẽ xung trận sau khi kỵ binh và bộ binh nhẹ đã mở màn để làm rối loạn đội hình đối phương. Cả 10 tiểu đoàn sẽ tiến đến gần đối phương và khi còn cách khoảng 30 m thì phóng lao, khi đối phương đang choáng váng vì thương tích, hastati xông vào, với khiên và đoản kiếm, họ dễ dàng xâm nhập vào đội hình địch, tấn công vào phần chân, tay hở ra của kẻ địch. Nếu trận đánh phát triển thuận lợi, hastati sẽ tiếp tục thọc sâu trong khi principes tiến theo sau. Trường hợp gặp sức kháng cự mạnh, hastati rút lui qua khoảng trống giữa các tiểu đoàn principes đang tiến lên để tạo thành đợt tấn công mới nhằm phá vỡ phòng tuyến đối phương.
  - Lính chủ lực (Principes hay princeps), là tuyến quân có binh lính đang ở độ tuổi lý tưởng (trên dưới 30 tuổi) đóng vai trò chủ lực của quân đoàn.
  - Lính tuyến ba (Triarii hay triarius) là những người lính kỳ cựu, quỳ một chân xếp thành khối và chỉ tham chiến trong trường hợp cần kíp nhất gần cuối trận chiến để dứt điểm hoặc bảo vệ cho một cuộc rút lui có trật tự. Triarii được trang bị mũ trụ, giáp nặng (áo lưới kết hợp với các miếng thép dát lên), khiên chữ nhật che nửa người, kiếm ngắn và chủ yếu dùng một loại thương dài trung bình, tuy ngắn hơn thương của bộ binh nặng Hy Lạp nhưng cũng đủ để thiết lập một Phalanx cùng với bức tường khiên chắc chắn làm nản lòng đối phương đang truy kích những hastati và principes.

Các tuyến quân trên đều được chia thành các tiểu đoàn (manipulus), mỗi tiểu đoàn gồm 2 đại đội (Centuriae), tiểu đoàn trưởng là sĩ quan nhiều tuổi hơn trong số 2 đại đội trưởng. Một đại đội thường có 60 đến 70 người (chứ không phải 100 như thời kỳ Vương quốc La Mã). Mỗi tuyến quân đều có 10 tiểu đoàn, khi dàn trận, các tiểu đoàn cách nhau một khoảng bằng chiều rộng đội hình của nó. Cộng thêm 10 tiểu đoàn bộ binh nhẹ, một quân đoàn La Mã có khoảng 4.200 bộ binh và 300 kỵ binh. Sau khi Marius cải cách quân đội, quân đoàn La Mã có 80 đại đội, mỗi đại đội đều có biểu tượng riêng của mình và gồm 10 tiểu đội (contubernia). Một tiểu đội có tám binh sĩ dùng chung một căn lều, một cối xay, một con la và nồi nấu ăn (phụ thuộc vào độ dài của cuộc hành quân). Bởi vì các tiểu đoàn là đơn vị tác chiến cơ bản nên quân đoàn La Mã thời kỳ này đôi khi còn được gọi là "manipular legion".
Việc chia nhỏ những phalanx dày đặc và cứng nhắc thành những tiểu đoàn linh hoạt sử dụng đoản kiếm chứ dùng thương dài đã giúp cho các quân đoàn La Mã có được sức mạnh hủy diệt. Về chiến thuật, đội hình chia nhỏ này rất linh hoạt vì khi cánh quân này tấn công, cánh quân khác có thể kiềm chế hoặc vu hồi, bao vây.... Mặt khác, trên tổng thể, nó cũng rất vững chắc do các tiểu đoàn kết thành một khối theo chiều ngang trong khi 3 tuyến quân kết hợp theo chiều dọc tạo thành một phalanx khổng lồ. Nói về các quân đoàn La Mã, sử gia Hy Lạp cổ đại Polibius cho rằng thanh đoản kiếm hai lưỡi mà binh lính sử dụng "rất hữu hiệu để đâm chém vì có lưỡi rất cứng chắc" rồi kết luận: "quân đoàn La Mã có thể thích nghi ở mọi nơi mọi lúc và cho bất cứ mục tiêu nào". Mặc dù có những tiến bộ vượt bậc về chiến thuật so với đội hình phalanx Hy Lạp, quân đoàn La Mã có hai nhược điểm chính. Thứ nhất, khi tác chiến trong địa hình hẹp (thung lũng, hẻm núi...) các tiểu đoàn mất đi tính linh hoạt vì phải co cụm lại và không có đủ không gian cần thiết để phát huy lợi thế của phóng lao kèm theo cận chiến bằng đoản kiếm. Trận Cannae là ví dụ điển hình, năm 216 TCN, trong cánh đồng Cannae chật hẹp, 80.000 quân La Mã và đồng minh đã bị Hannibal với lực lượng ít hơn nhiều dùng thế trận hình trăng khuyết khoá cứng hai bên sườn, hợp vây và tiêu diệt phần lớn. Thứ hai, khi chiến đấu trong địa hình quá rộng và trống trải, với sự thiếu thốn kỵ kinh, quân đoàn La Mã không có cách nào chống lại hữu hiệu những cuộc đột kích của các toán quân du mục hoặc lính bắn cung bởi lẽ các tiểu đoàn bộ binh không thể truy bắt hoặc tiêu diệt chúng.

### Cuối Cộng hòa La Mã (107-30 TCN)

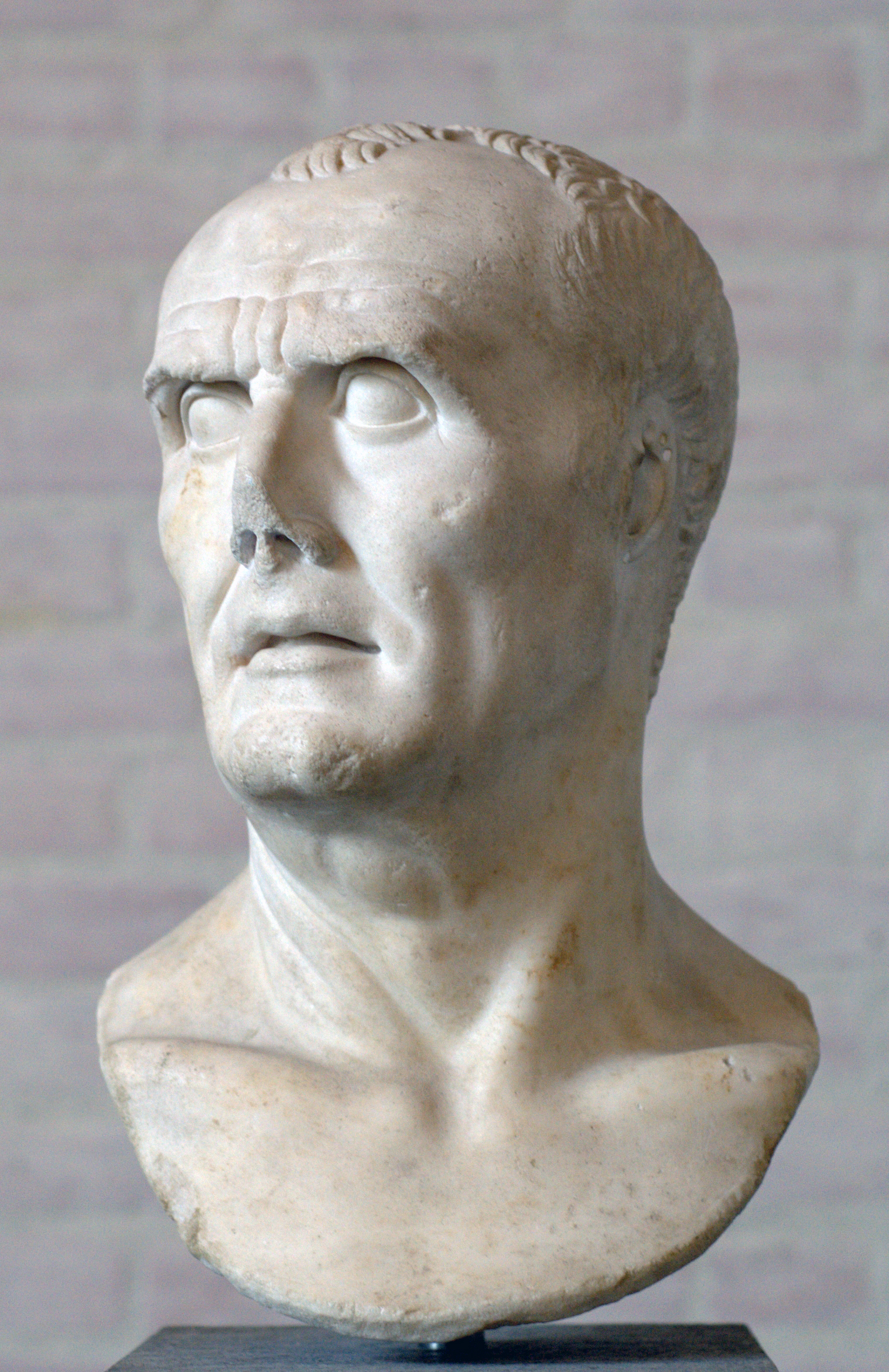
Tượng bán thân Gaius Marius

Sau cải cách của Marius vào năm 107 TCN, Legio được hiểu với nghĩa thứ hai hẹp nhưng quen thuộc hơn là "bộ binh nặng được tuyển lựa từ các công dân La Mã"
Cuối thế kỷ thứ 2 TCN, Gaius Marius (người mà Julius Caesar gọi là dượng) đã tiến hành cải tổ những quân đoàn tạm bợ trước đây thành một lực lượng chuyên nghiệp được tuyển mộ cả từ những tầng lớp nghèo khó nhất. Nhờ đó La Mã có thể gia tăng quân số và tạo việc làm cho thị dân La Mã thất nghiệp.. Quân đội trước đây nòng cốt là những tiểu chủ và mang tính chất nghiệp dư đã được chuyên nghiệp hoá cao độ. Thay vì tự trang bị vũ khí, quân đội được tiêu chuẩn hoá trên mọi phương diện và được trang bị bằng ngân sách quốc gia. Thời gian quân ngũ cũng được Marius quy định là 16 năm chứ không phải vô hạn định như trước. Tuy nhiên, việc chuyên nghiệp hoá quân đội đã khiến cho lòng trung thành của binh lính hướng tới tướng chỉ huy trực tiếp, người cung cấp vũ khí, lương thực cho họ hơn là nhà nước La Mã.
Lính lê dương vào giai đoạn cuối của nền Cộng hòa và khởi nguyên của thời kỳ Đế quốc thường được gọi là "lính lê dương Marius". Sau Trận Vercellae năm 101 TCN, Marius tuyên bố trao quyền công dân La Mã cho mọi binh lính người Ý. Ông bào chữa trước Viện Nguyên lão rằng trong sự hỗn loạn của trận chiến, ông không thể phân biệt được đâu là công dân La Mã đâu là lực lượng đồng minh. Việc này ngay lập tức xóa bỏ khái niệm quân đồng minh. Từ đây tất cả binh sĩ đều là lính lê dương La Mã và quyền công dân La Mã đầy đủ mở ra cho bất cứ ai gia nhập quân đội. Ba loại bộ binh nặng tương ứng với ba tuyến quân trước kia được thay thế bằng một loại duy nhất, về cơ bản dựa trên Principes, trang bị gồm: 2 thanh lao (pilum), một đoản kiếm hai lưỡi (gladius), áo giáp lưới (lorica hamata) hoặc áo giáp tấm (lorica segmentata), mũ sắt và khiên hình chữ nhật uốn cong che nửa người (scutum).
Vai trò của các quân đoàn đồng minh được thay thế bằng lực lượng trợ chiến (Auxilium). Mỗi quân đoàn La Mã đều có lực lượng trợ chiến với quân số tương đương. Lực lượng trợ chiến gồm các loại quân đặc dụng: công binh, lính mở đường, người phục vụ, cung thủ, thợ rèn và các đơn vị lính đánh thuê, quân địa phương không phải là công dân La Mã. Họ được tổ chức thành những đơn vị hoàn chỉnh như kỵ binh nhẹ, bộ binh nhẹ hay lính phóng lao. Lính trợ chiến còn có thể được sử dụng để lập thành các nhóm gồm 10 lính cưỡi ngựa (speculatores) hoặc đông hơn làm nhiệm vụ liên lạc hay thám báo - một hình thức sơ khởi của tình báo quân sự.
Tổ chức căn bản của các quân đoàn La Mã cũng được cải tiến và tiêu chuẩn hóa. Nòng cốt của quân đoàn là những đội quân (cohort). Trước đó, đội quân chỉ hình thành một cách nhất thời bằng cách ghép các tiểu đoàn lại do yêu cầu chiến thuật, thời gian tồn tại của nó còn ngắn ngủi hơn các quân đoàn trong buổi đầu của nền Cộng hoà. Sau cải cách của Marius, đội quân trở thành một đơn vị chiến thuật cơ bản của quân đoàn La Mã và thường có quân số 480 người. Mỗi quân đoàn có 10 đội quân và đội hình chiến thuật cũng được cải tiến: ba tuyến quân tương ứng với ba loại quân, mỗi tuyến có 10 tiểu đoàn được thay thế bởi một loại duy nhất là bộ binh nặng, tuyến đầu gồm 4 đội quân, hai tuyến sau mỗi tuyến gồm 3 đội quân. Đối với đại đội, ngoài đại đội trưởng còn có thêm một đại đội phó (optio), được đại đội trưởng chọn trong số binh lính biết chữ. Đại đội trưởng có thâm niên cao trong quân đoàn sẽ chỉ huy đội quân thứ nhất và được gọi là primus pilus. Đó là một quân nhân chuyên nghiệp, là cố vấn cho tổng chỉ huy quân đoàn và có thể được bổ nhiệm các chức vụ cao hơn.
Một quân đoàn điển hình có khoảng 4.000-5.000 lính cộng với một số tương đương thậm chí nhiều hơn dân binh, người phục dịch và nô lệ. Tính cả lực lượng hỗ trợ, một quân đoàn có thể có tới 6.000 lính chiến đấu, tuy nhiên trong giai đoạn sau của lịch sử La Mã con số đó giảm xuống còn hơn 1.000 để nâng cao tính cơ động. Quân số còn phụ thuộc vào mức độ thương vong trong một chiến dịch, ví dụ quân đoàn của Julius Caesar trong chiến dịch ở Gaule chỉ có khoảng 3.500 người.
Để tổ chức hậu cần, mỗi quân đoàn có 640 con la, khoảng 8 lính có một con. Để tránh cho đàn la không quá đông hoặc di chuyển quá chậm chạp, Marius yêu cầu binh lính phải tự mang đến mức tối đa quân trang, quân dụng: toàn bộ vũ khí và thức ăn cho 15 ngày (tổng cộng khoảng 22 – 27 kg). Marius phát cho binh lính đòn chạc để họ thuận tiện hơn trong việc mang vác. Những người lính vì thế có biệt danh là "con la của Marius". Điều này giúp cho bộ phận hậu cần có thể tách khỏi đoàn quân làm tăng tốc độ hành quân.
Chiến thuật cũng có bước tiến quan trọng. Mười đơn vị chiến thuật căn bản thay vì ba mươi như trước đây trở nên mạnh mẽ và linh hoạt hơn. Các đội quân có thể tập trung tấn công những điểm cá biệt trong phòng tuyến đối phương và những đợt tấn công cũng không nhất thiết chia thành ba đợt một cách cứng nhắc mà đã được đa dạng hoá bằng cách sử dụng đội quân đánh vu hồi, tập hậu.
Sau cải cách của Marius cho đến suốt thời kỳ cuối của Cộng hòa La Mã, các quân đoàn La Mã đóng một vai trò chính trị quan trọng. Đầu thế kỷ thứ 1 TCN, mối đe doạ từ các Quân đoàn dưới sự thống lĩnh của tướng chỉ huy rất được lòng dân bắt đầu bộc lộ. Các Thống đốc bị cấm rời khỏi tỉnh của mình cùng với quân đội. Khi Julius Caesar phá bỏ luật lệ này và đem Quân đoàn XIII (Legio XIII) rời tỉnh Gaule vượt sông Rubicon tiến vào nước Ý, ông đã gây nên một cuộc khủng hoảng hiến pháp. Cuộc khủng hoảng này cùng với nội chiến sau đó đã chấm dứt nền Cộng hòa và khai sinh Đế quốc La Mã dưới sự trị vì của hoàng đế Augustus năm 27 TCN.

### Đầu Đế quốc La Mã (30 TCN-284)

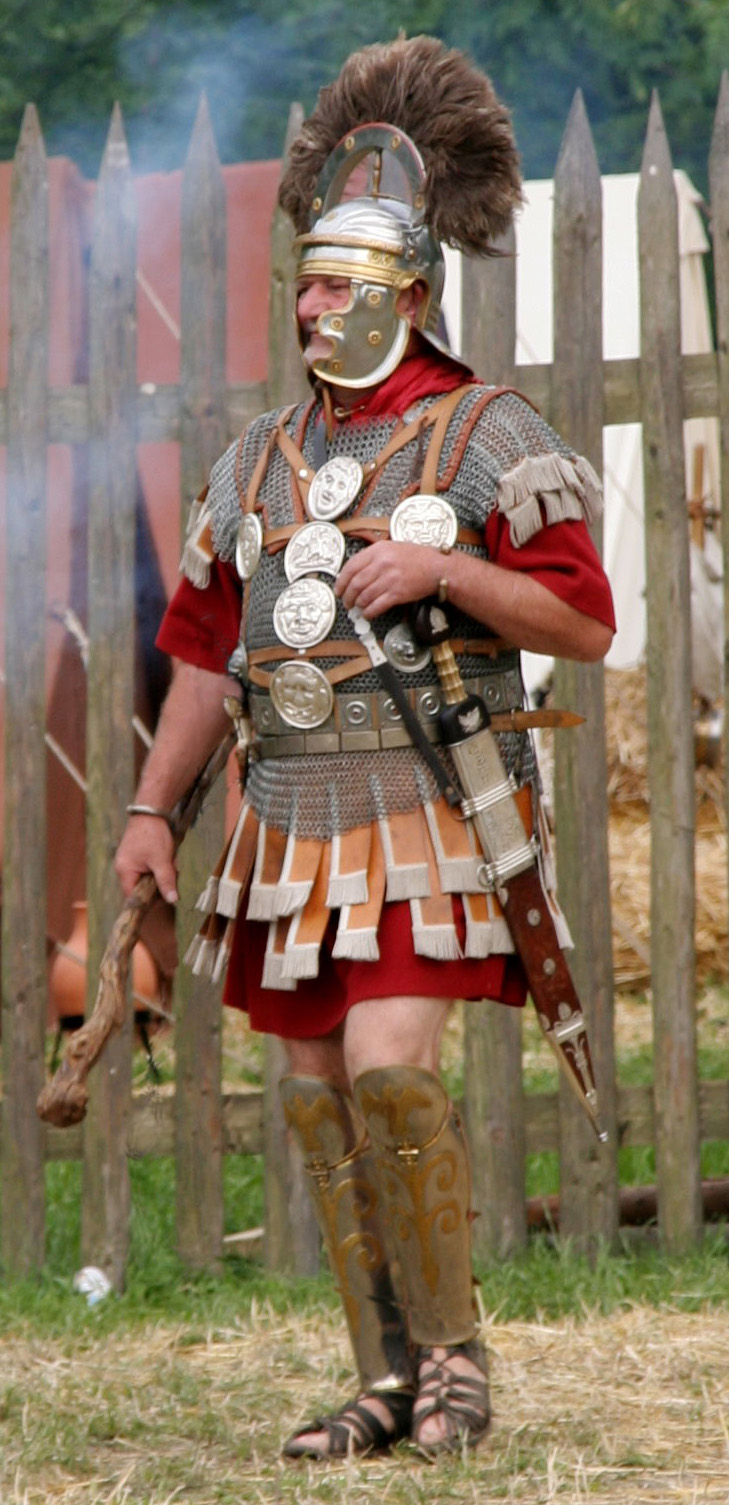
Hình ảnh tái hiện một đại đội trưởng (centuriō), c. 70.

Vì cả lý do kinh tế lẫn chính trị, Augustus giảm số quân đoàn từ gần 50 trong giai đoạn cuối cuộc chiến với Marcus Antonius xuống khoảng 28 rồi còn 25 sau khi ba quân đoàn La Mã do Publius Quinctillius Varus chỉ huy bị quân dân German do tù trưởng Arminius (Hermann) lãnh đạo diệt gọn trong trận rừng Teutoburg. Trước đó, trong cuộc nội chiến Cộng hòa, các tướng lĩnh thành lập các Quân đoàn của mình với số lượng tuỳ thích. Kết thúc nội chiến, Augustus để lại khoảng 50 quân đoàn, trong số đó có nhiều quân đoàn bị đánh số trùng nhau (ví dụ: có nhiều Quân đoàn X). Ngoài việc tổ chức lại quân đội và kiểm soát việc trả lương cho binh lính, Augustus còn hiệu chỉnh lại sự đánh số khác thường ấy. Trong giai đoạn này, xuất hiện cái gọi là Gemina Legio (Quân đoàn kép): hai quân đoàn hợp lại thành một rồi dần được chính thức hoá và đặt dưới sự chỉ huy của một thống đốc cùng sáu thủ lĩnh. Đồng thời, Augustus gia tăn số lính trợ chiến lên mức ngang bằng với số lính lê dương. Ông còn thành lập đội Cận vệ của Hoàng đế La Mã (Praetoriani) và Hải quân La Mã tuyển quân từ dân tự do hoặc nô lệ được giải phóng.
Chính sách quân sự của Augustus chứng tỏ sự đúng đắn và hiểu quả cao, và nói chung đều được những người kế nhiệm tiếp tục theo đuổi. Những vị Hoàng đế này rất thận trọng khi thành lập các quân đoàn mới mặc dù hoàn cảnh yêu cầu hoặc đủ khả năng, cho đến khi tổng số quân thường trực đạt đến khoảng 30 quân đoàn. Với mỗi quân đoàn có khoảng 4.000-6.000 quân cùng với số lính trợ chiến tương đương, tổng quân số của một quân đoàn lên đến 8.000 - 12.000 (thời kỳ Thái bình La Mã - Pax Romana), các quân đoàn thiện chiến nhất đồn trú tại những vùng biên giới thù địch. Một số quân đoàn được tăng cường với quân số tới khoảng 15.000 - 16.000, tương đương với một sư đoàn ngày nay. Trong hai thế kỷ sau đó, đế chế La Mã có trong tay từ 25 đến 30 quân đoàn, thường trực trú đóng tại các tỉnh, được yểm trợ bởi khoảng 350.000 đến 375.000 kỵ binh và khinh binh, tổng cộng khoảng nửa triệu quân ăn lương. Từ Scotland đến Syria, mọi quân nhân La Mã đều mặc quân phục như nhau và cùng bảo vệ một thứ thành lũy được xây dựng theo cùng một cách thức.
Suốt thời kỳ Đế quốc La Mã, các quân đoàn giữ một vai trò chính trị rất quan trọng. Họ có thể giúp một người chiếm ngôi, giữ vững ngôi vị hoặc lật đổ ông ta. Ví dụ, việc đánh bại Vitellius trong Năm của Bốn Hoàng đế (năm 69 CN) được quyết định khi các quân đoàn đóng tại vùng Danube ủng hộ Vespasianus.
Trong thời kỳ Đế quốc, các quân đoàn được tiêu chẩn hóa với những biểu tượng và lịch sử riêng mà tất cả những người đàn ông La Mã lấy làm tự hào khi phục vụ cho nó. Mỗi quân đoàn sẽ do một quân đoàn trưởng (tiếng Latin gọi là legatus) chỉ huy. Vị trí này thường là một Nguyên lão với nhiệm kỳ ba năm và ở độ tuổi khoảng 30. Dưới quyền người này là sáu Quan Giám quân (Tribuni militum), 5 trong số đó là sĩ quan tham mưu, người còn lại là đại diện của Viện Nguyên lão (khởi thủy thì người này là chỉ huy quân đoàn). Ngoài ra còn có những nhóm sĩ quan đảm nhiệm công tác y tế, công binh, thư ký, một đồn trưởng (prafectus castrorum) và cả những thầy phù thủy, nhạc công.

### Đế quốc La Mã (từ năm 284)

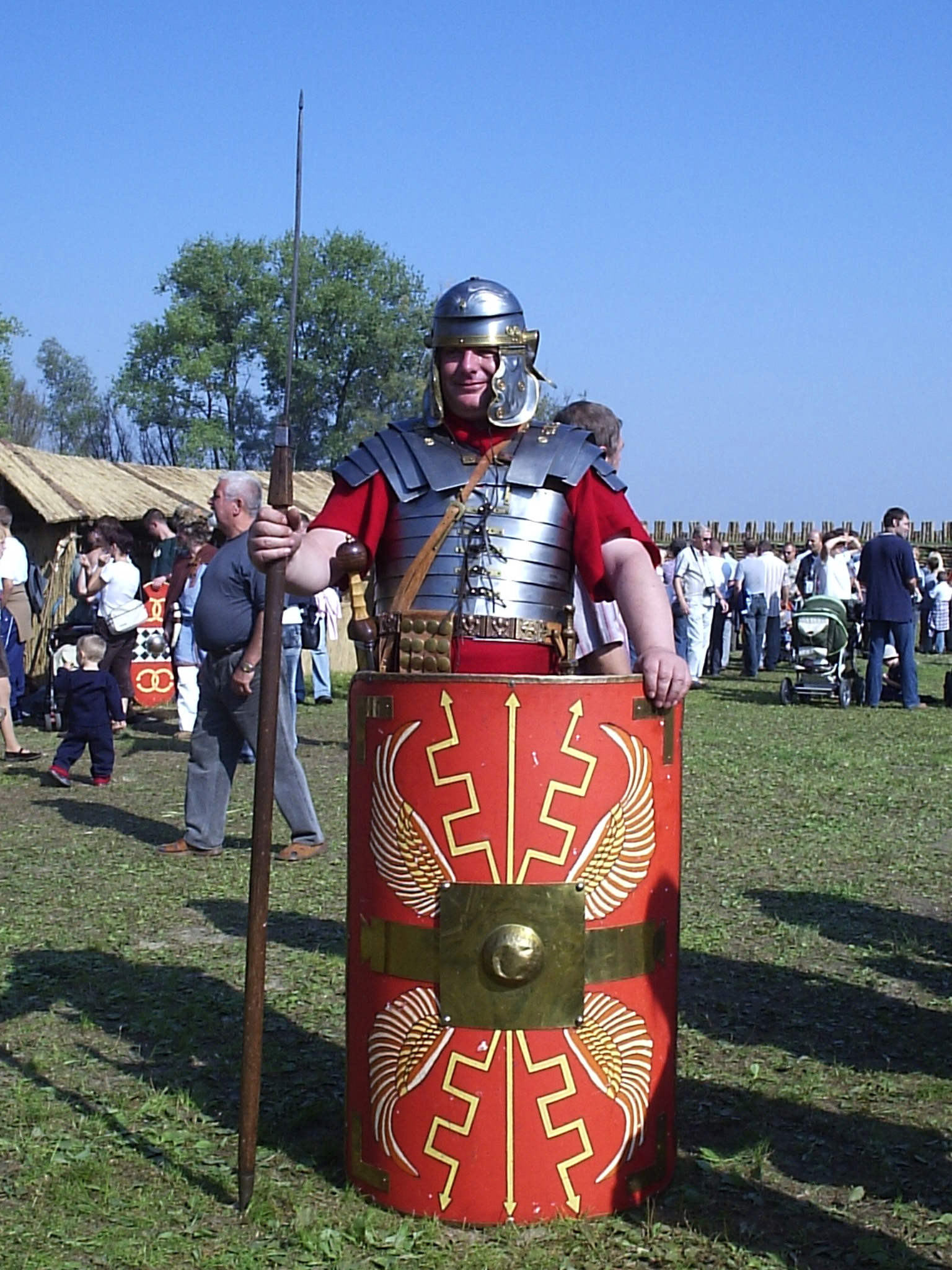
Hình ảnh tái hiện một người lính lê dương (trong giai đoạn khoảng năm 10-240) được trang bị đầy đủ: lao (pilum); khiên chữ nhật (scutum);mũ sắt, áo giáp (lorica segmentata) và kiếm ngắn (gladius).

Vào thời kỳ cuối của Đế quốc La Mã (trước 284 là thời kỳ đầu), số quân đoàn tăng lên và quân đội La Mã được mở rộng. Không có bằng chứng rõ ràng về sự thay đổi trong cơ cấu của các quân đoàn trước thời kỳ Bộ tứ (Tetrarchy), chỉ biết rằng quân số của chúng thường ít hơn con số trên giấy tờ. Cơ cấu cuối cùng của các quân đoàn bắt nguồn từ các sứ quân (legiones palatinae) thiện chiến do Hoàng đế Diocletianus và các đồng Hoàng đế của ông lập ra. Đó là những đơn vị bộ binh có khoảng 1.000 người chứ không phải 5.000 người bao gồm cả kỵ binh như trước đây. Các sứ quân xuất hiện sớm nhất là Lanciarii, Joviani, Herculiani và Divitense. Do lãnh thổ của đế chế quá rộng lớn nên chủ nghĩa địa phương đã xuất hiện. Quân đội chuyên nghiệp La Ma là một tổng thể đa văn hoá nhưng rất nhiều quân đoàn cấp tỉnh chỉ đồn trú tại đó mà chưa từng trông thấy bất kỳ vùng đất nào khác của đế quốc La Mã. Binh lính đều được tuyển mộ tại địa phương. Điều đó là nguyên nhân dẫn đến các cuộc nổi dậy sau này thường xuất phát từ biên giới của đế chế. Cùng với sự ổn định của đường biên giới rộng lớn, các quân đoàn đồn trú đã chuyển từ đội quân chinh phạt thành một lực lượng cảnh sát đông đảo và rất tốn kém để bảo vệ đế chế. Nói về binh lính La Mã đồn trú tại Antioch, nhà hùng biện Fronto cho rằng họ "dành thời gian để vỗ tay khen ngợi các diễn viên, và thường la cà ở những quán rượu hơn là trong đội ngũ. Ngựa thì bờm xơm vì thiếu chăm sóc trong khi tóc tai người lính thì cắt tỉa kỹ lưỡng."
Thế kỷ thứ 4 (CN) chứng kiến một số lượng lớn các quân đoàn với quy mô nhỏ được thành lập, một quá trình bắt đầu dưới triều đại của hoàng đế Constantinus II. Bên cạnh các sứ quân đồn trú còn có những quân đoàn dự bị cơ động gọi là comitatenses và pseudocomitatenses, cùng với auxilia palatina cấu thành bộ binh La Mã. Notitia Dignitatum, tài liệu ghi chép của Pháp viện La Mã liệt kê 25 sứ quân, 70 legiones comitatenses, 47 legiones pseudocomitatenses và 111 auxilia palatina thuộc các lộ quân cùng với 47 quân đoàn phòng thủ tại biên giới . Sự hình thành của lực lượng dự bị cơ động đã giúp cho việc phòng thủ đế chế La Mã có chiều sâu, những điểm nóng ngoài biên giới có thể được từ bỏ để rồi tái chiếm.
Các quân đoàn được đặt theo tên các Hoàng đế như Honoriani (theo tên của hoàng đế Honorius) hay Gratianenses (theo tên của Hoàng đế Gratianus) tìm thấy trong tài liệu này cho thấy việc lập ra các quân đoàn này diễn ra trong suốt thế kỷ thứ 4 (CN) chữ không phải chỉ một vài sự kiện đơn lẻ. Tên gọi này cũng cho thấy các quân đoàn đó được tổ chức từ các chi đội độc lập (vexillatio) hoặc từ các quân đoàn cũ. Theo tác phẩm "Các vấn đề về quân sự" (De Re Militari) của nhà văn La Mã cổ đại Vegetius, mỗi đại đội có 1 máy bắn tên và mỗi đội quân có 1 máy bắn đá, tổng cộng một quân đoàn có hoả lực hãm thành với khoảng 59 máy bắn tên, 10 máy bắn đá, mỗi máy gồm 10 pháo thủ (libritor) đặt trên xe bò hoặc xe la. Ngoài tác dụng công phá trong hãm thành, các thiết bị trên còn có thể giúp người La Mã khi phòng thủ tại các tiền đồn (castra).
Bất chấp sự chính trị hoá quân đội và hành chính hoá việc đồn trú cũng như các vấn đề về lương bổng, hưu trí, các quân đoàn La Mã vẫn chiến đấu tuyệt vời trong suốt gần 4 thế kỷ sau đó. Vegitus, tác giả cuốn "Cẩm nang quân sự La Mã" vẫn còn nhận thấy rằng, chính sự huấn luyện và tổ chức là nguồn gốc của sự thành công của quân đội La Mã.. Các quân đoàn La Mã đã luôn tìm cách duy trì được kỷ luật nghiêm ngặt và kỹ năng xuất sắc, đặc trưng của ưu thế quân sự Hy-La.

## Phân cấp sĩ quan trong các Quân đoàn
Các cấp bậc sĩ quan này chủ yếu hình thành từ cuộc cải cách của Marius (104 TCN) đến cải cách của Diocletian (290).

### Sĩ quan cao cấp

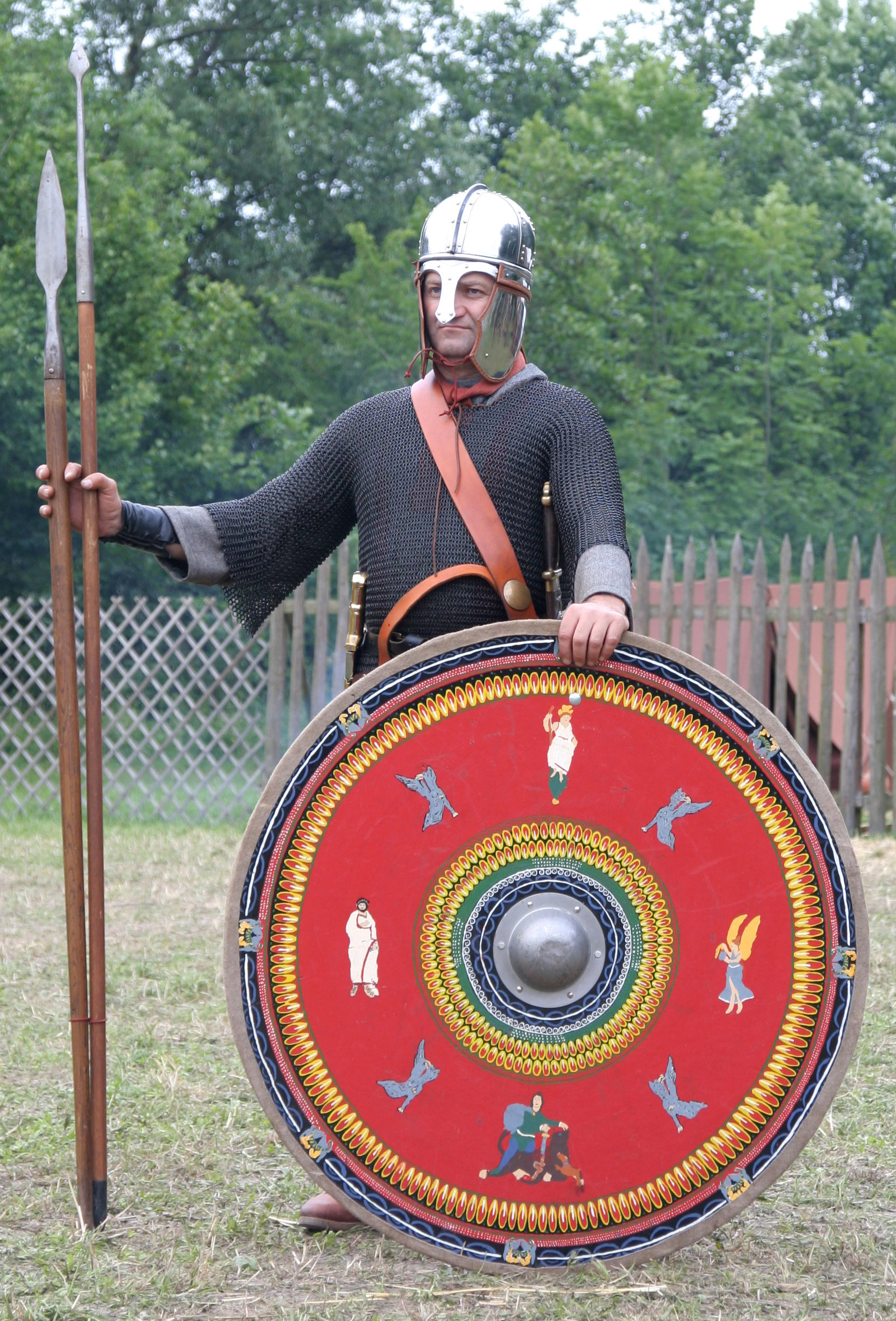
Hình ảnh tái hiện một Lính Lê dương vào thế kỷ thứ 3 CN

- Công tước (Dux), hay còn gọi là thống đốc (dominus): chức vụ của thời kỳ Đế quốc sau 284 TCN, chỉ huy quân đội địa phương từ hai tỉnh trở lên. Mặc dù dux cũng có một nghĩa chỉ đến chấp chính tối cao (Consul) hay Imperator (thời Cộng hòa mang nghĩa là Người chỉ huy, thời Đế chế mang nghĩa Hoàng đế; từ tiếng Anh Emperor cũng xuất phát từ Imperator), nhưng thường được hiểu là tổng chỉ huy các quân đoàn đồn trú trong một tỉnh.
- Quân đoàn trưởng (Legatus legionis): thường là một Nguyên lão, được Hoàng đế chuẩn thuận để nắm quyền chỉ huy trong vòng 3 - 4 năm mặc dù trên thực tế thường kéo dài hơn. Nếu trong một tỉnh chỉ có một quân đoàn, quân đoàn trưởng sẽ đồng thời giữ luôn chức thống đốc (tỉnh trưởng hay Rector provinciae) và nếu tỉnh có nhiều quân đoàn, mỗi quân đoàn sẽ có một quân đoàn trưởng chỉ huy còn Thống đốc là tổng tư lệnh.[16]
- Quan giám quân (Tribunus laticlavius): do Viện Nguyên lão hoặc Hoàng đế bổ nhiệm. Mặc dù thường trẻ và ít kinh nghiệm hơn giám quân (tribuni angusticlavii) nhưng người giữ chức vụ này là chỉ huy phó của quân đoàn. Vì trẻ tuổi và ít kinh nghiệm nên hầu như quan giám quân không thực sự đóng vai trò chỉ huy phó khi đánh trận. Tuy nhiên, nếu quân đoàn trưởng chết thì người này sẽ thay thế. Tuy không phải bắt buộc nhưng chức vụ đó thường là bước đầu tiên để sau này có thể tiến thân trong Viện Nguyên lão (xem cursus honorum)[17]
- Đồn trưởng (Prefectus castrorum): Người đứng đầu trại lính, thường là cựu binh đã từng chỉ huy đội quân (cohort) thứ nhất của quân đoàn và đã kết thúc 25 năm quân ngũ. Đồn trưởng là chỉ huy chiến trận và trên thực tế mới chính là chỉ huy phó của quân đoàn mặc dù địa vị xã hội thấp hơn Quan giám quân.
- Giám quân (Tribuni angusticlavii): mỗi quân đoàn có 5 giám quân thuộc tầng lớp hiệp sĩ và là công dân La Mã. Họ là sĩ quan trong quân đoàn nhưng có thể chỉ huy một phân đội độc lập.[16]
- Đại đội trưởng tiên phong (Primus pilus): Đại đội trưởng của đại đội thứ nhất thuộc đội quân thứ nhất và quan trọng nhất của quân đoàn. Đây là đại đội trưởng cao cấp nhất trong số các đại đội trưởng vì đại đội thuộc quyền đứng tiên phong trong đội hình chiến đấu đồng thời có nhiệm vụ bảo vệ biểu tượng (Aquila) của quân đoàn. Đây là chức vụ cao nhất mà một sĩ quan cấp thấp[18] có thể đạt được sau 25 năm phục vụ quân ngũ. Lương của đại đội trưởng tiên phong gấp 60 lần lương cơ bản và khi về hưu người đó sẽ được nhận tước hiệu hiệp sĩ.

### Sĩ quan trung cấp
- Đại đội trưởng tuyến đầu (Pilus prior): là 10 đại đội trưởng của đại đội tiên phong trong từng đội quân (cohort). Khi đánh trận, người này chính là chỉ huy của đội quân và các đại đội trưởng khác sẽ là chỉ huy phó. Đại đội trưởng tiên phong cũng là sĩ quan cấp này nhưng là đại đội trưởng cao cấp nhất trong số các đại đội trưởng trong toàn quân đoàn vì đội quân do người đó chỉ huy là đội quân tiên phong thiện chiến và quan trọng nhất của quân đoàn. Đại đội trưởng tuyến đầu thường do một người lính kỳ cựu được cất nhắc lên và là ứng cử viên cho chức vụ đại đội trưởng tiên phong.
- Đại đội trưởng cao cấp (Primi ordines): năm đại đội trưởng của đội quân đầu tiên, bao gồm cả đại đội trưởng tiên phong. Họ (trừ đại đội trưởng tiên phong) có lương gấp 30 lần lương cơ bản. Đây là chức vụ cao cấp hơn trong số các đại đội trưởng chỉ dưới đại đội trưởng tiên phong và đại đội trưởng tuyến đầu.
- Đại đội trưởng (centuriō): mỗi quân đoàn có từ 59 - 60 đại đội trưởng chỉ huy các đại đội (Centuria) thuộc 10 đội quân. Họ tạo thành xương sống của đội quân chuyên nghiệp, quản lý binh lính hàng ngày cũng như chỉ huy trên chiến trường. Đại đội trưởng được đề bạt tuần tự nhưng cũng có thể do hoàng đế hay các sĩ quan cao cấp bổ nhiệm trực tiếp. Các đội quân được xếp hạng từ 1 đến 10 và những đại đội trong từng đội quân được xếp hạng từ 1 đến 6, trừ đội quân thứ nhất chỉ có năm đại đội. Quân số của một đại đội thời đó nằm giữa trung đội và đại đội hiện đại. Thứ hạng của đội quân và đại đội trực tiếp quyết định chức vụ của đại đội trưởng, cao cấp nhất sẽ là đại đội trưởng tiên phong, chỉ huy đại đội thứ nhất của đội quân đầu tiên và thấp nhất là đại đội trưởng chỉ huy đại đội thứ sáu thuộc đội quân thứ mười. Đại đội trưởng có mức lương gấp 10 lần lương cơ bản.
- Đại đội phó (Optio): mỗi đại đội trưởng có một cấp phó do anh ta lựa chọn trong đại đội của mình và chức vụ đó được trả lương gấp đôi mức lương cơ bản.

### Sĩ quan cấp thấp / Hạ sĩ quan
- Thập trưởng (Decurion): chỉ huy một nhóm (contubernium) bộ binh trong đại đội hoặc một nhóm kỵ binh. Nhóm quân này có thể có khoảng 10 - 30 người.
- Thập đội phó (Duplicarius): sĩ quan chỉ huy phó của đơn vị kỵ binh nhỏ nhất trong quân đội La Mã cổ đại có lương cao gấp 2 lần lương cơ bản. Mặc dù gọi là "thập đội" nhưng đơn vị kỵ binh này trong giai đoạn Đế quốc La Mã có khoảng 30 kỵ binh.
- Sĩ quan bảo vệ (Tesserarius): mỗi đại đội có một người, chịu trách nhiệm đảm bảo an toàn cho đại đội và được trả lương gấp 1,5 lần lương cơ bản.
- Tiểu đội trưởng (Decanus): chỉ huy một nhóm 8 binh lính cùng ở chung trong một lều.

### Những binh lính có vị trí đặc biệt
- Aquilifer (Lính mang biểu tượng): chỉ có một vị trí trong mỗi quân đoàn. Đây là người có nhiệm vụ giữ con Đại bàng Aquila - biểu tượng của quân đoàn. Vì con Đại bàng Aquila có ý nghĩa danh dự và không gì ô nhục bằng đánh mất biểu tượng đó kể cả thua trận, nên đây là vị trí vô cùng quan trọng và có uy tín trong quân. Vị trí hày phải do một người lính kỳ cựu thấu hiểu chiến thuật của cả quân đoàn nắm giữ. Người lính này được trả gấp 2 lần lương cơ bản.
- Signifer (Lính cầm cờ lệnh): mỗi đại đội có một người, chuyên lo phát lương, giữ tiền cho đại đội đồng thời là người nắm giữ cờ lệnh (centurial signum), một cây gậy được trang trí với huy chương lớn và trên đỉnh thường có một cánh tay lớn mở ra tương trưng cho lời thề trung thành của người lính. Biểu tượng này như một ngọn cờ mà cả đại đội tập hợp chung quanh. Người đó còn có thể giữ cả discentes signiferorum, một ngọn cờ dùng trong huấn luyện. Lương gấp hai lần lương cơ bản.
- Cornicen (Lính thổi tù và lệnh): thường đứng bên cạnh lính giữ cờ lệnh để hướng sự chú ý của binh lính vào cờ lệnh và truyền miệng mệnh lệnh của sĩ quan chỉ huy.
- Imaginifer (Lính mang hình hoàng đế): một vị trí đặc biệt từ thời Augustus trở đi. Mang theo lá cờ mang hình ảnh của Hoàng đế như một lời nhắc nhở liên tục về lòng trung thành của quân đội đối với ông. Anh ta được xếp lương gấp đôi mức lương cơ bản.
- Immunes: Immunes là những người lính lê dương sở hữu những kỹ năng chuyên biệt, đủ điều kiện để họ được trả lương cao hơn và miễn cho họ lao động và công việc bảo vệ. Các kỹ sư, lính pháo binh, nhạc sĩ, thư ký, quản đốc quân sự, người hướng dẫn diễn tập và vũ khí, thợ mộc, thợ săn, nhân viên y tế và quân cảnh đều là những người lính được miễn dịch. Tuy nhiên, những người đàn ông này vẫn là lính lê dương được huấn luyện đầy đủ và được kêu gọi phục vụ trong chiến tuyến khi cần thiết.
- Evocatus: một cựu chiến binh của quân đội La Mã, người đã nhận được bằng quân sự khi thực hiện nghĩa vụ quân sự, nhưng đã chọn tái nhập ngũ. Họ được trả lương gấp đôi và khỏi phải thực hiện các nhiệm vụ thông thường, chẳng hạn như lao động chân tay.

Những binh lính có vị trí đặc biệt trong một Quân đoàn La Mã
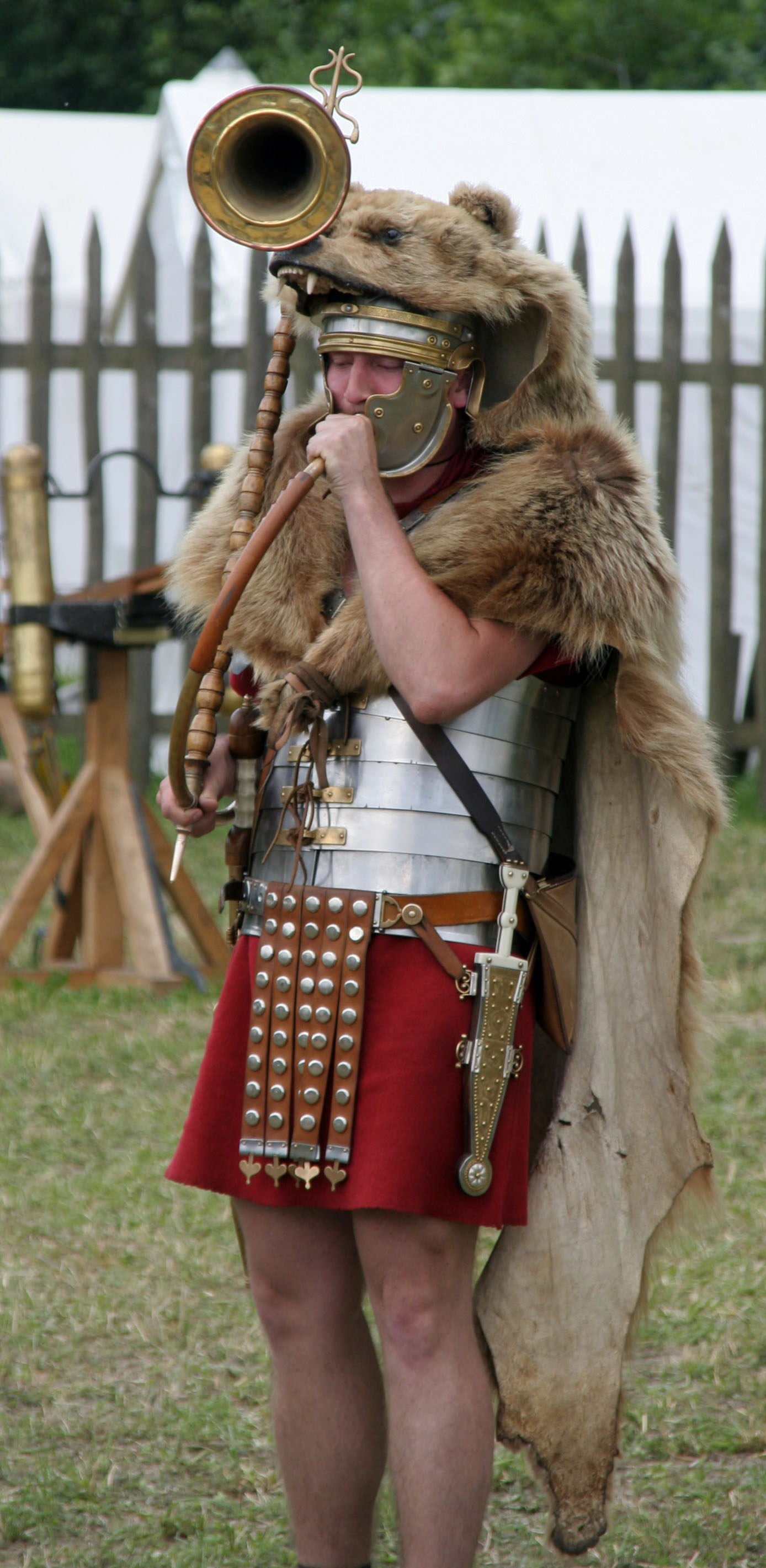
Lính thổi tù và lệnh (Cornicen)
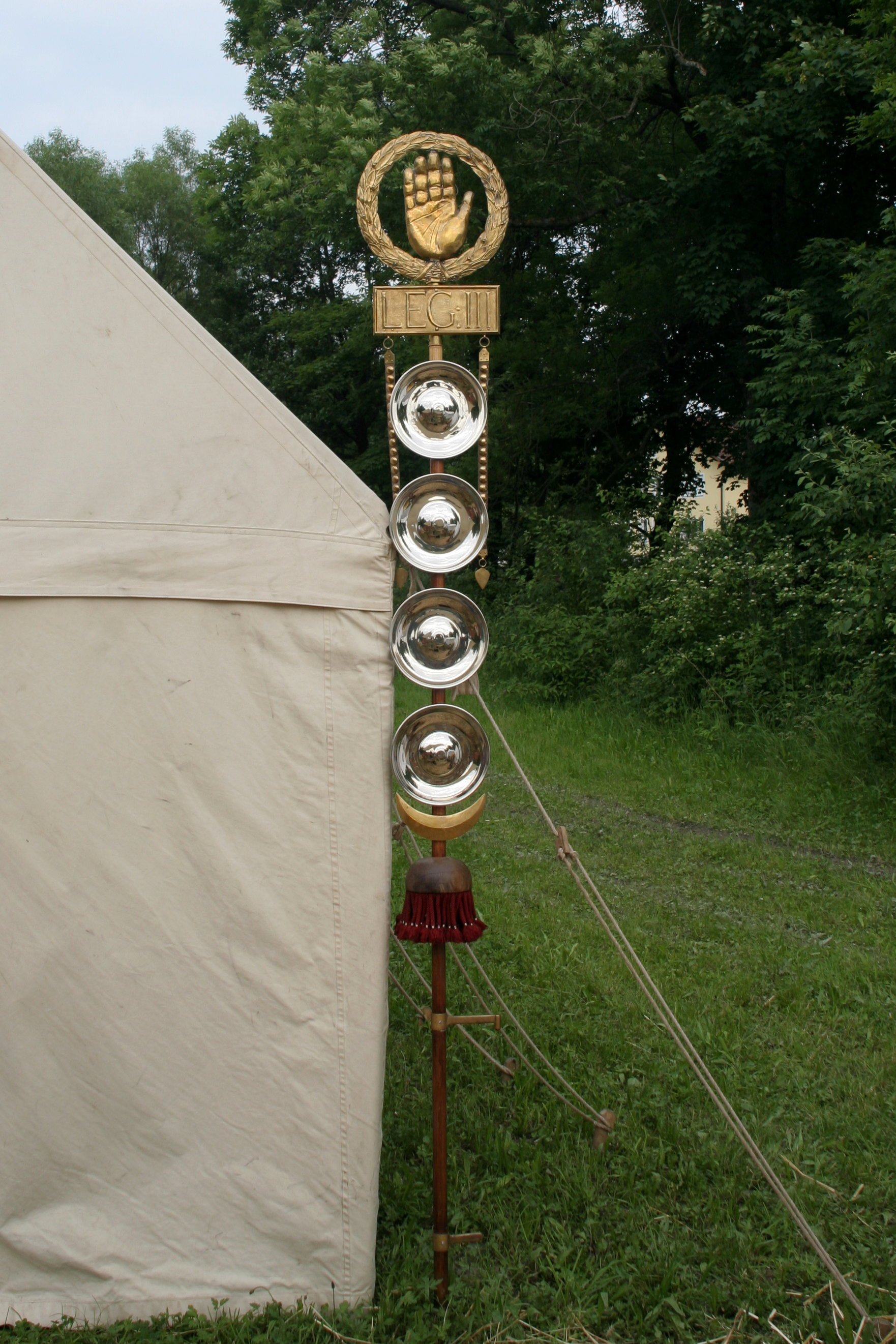
Một cây gậy centutial signum có vai trò giống như cờ lệnh.
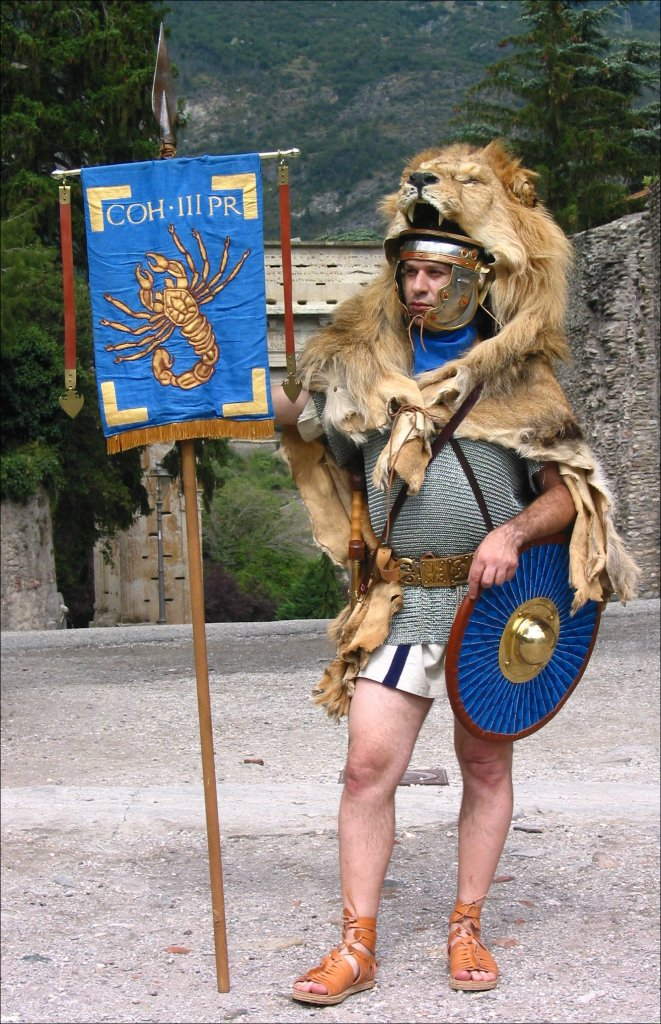
Một vexillifer đang cầm một sugnum. Trên sugnum là dòng chữ COH III PR có nghĩa là: Praetorian cohors III và con Bò cạp biểu tượng cho nhóm quân này.
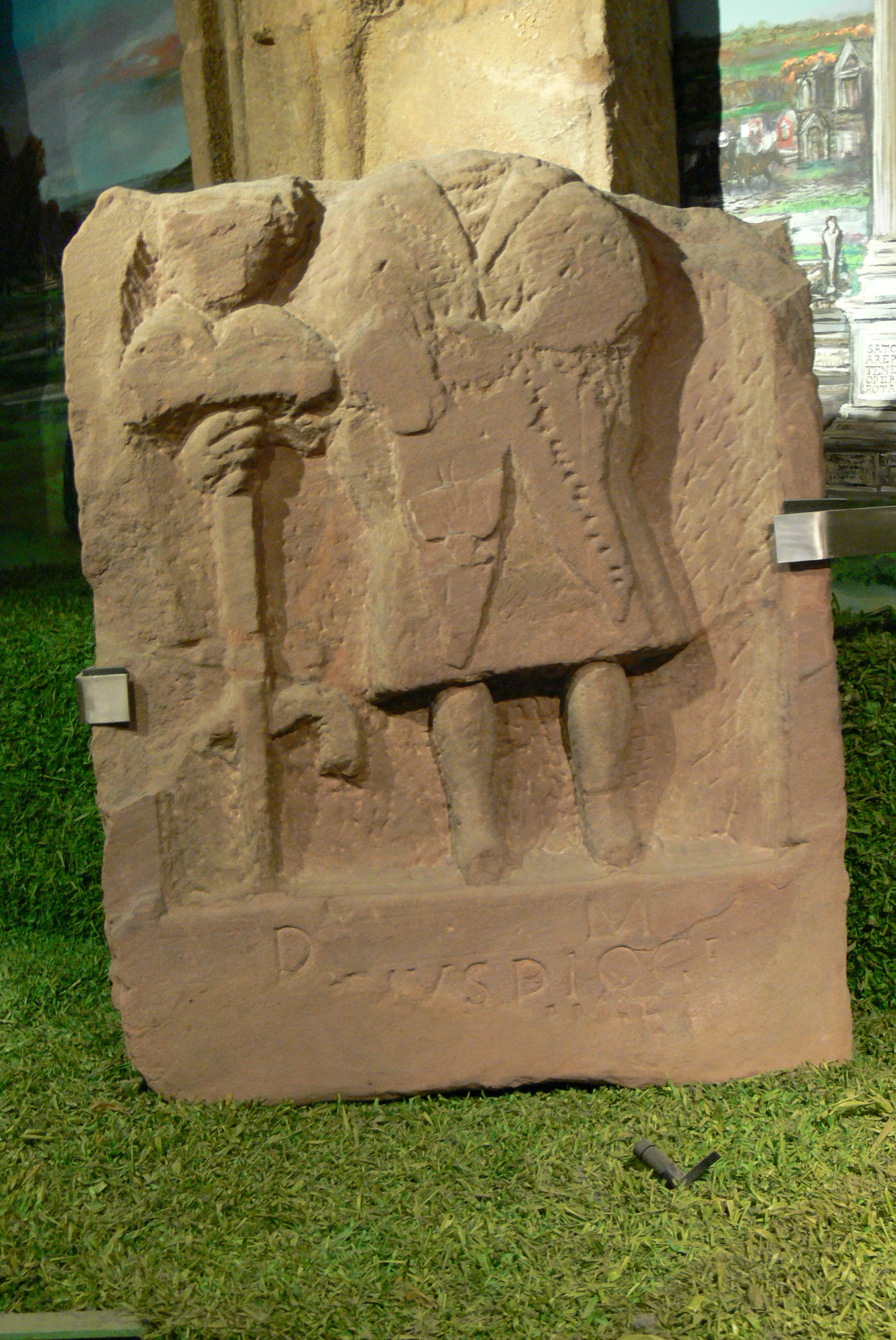
Một sĩ quan Imaginifer. Chú ý cái đầu trên cây gậy đó chính là imago hay hình ảnh của Hoàng đế.

## Lương
Từ thời Gaius Marius, lính lê dương có mức lương cơ bản là 255 denarius một năm. Đến thời của Hoàng đế Domitian là 300 denarius (nhưng không rõ kéo dài trong bao lâu). Bất chấp ảnh hưởng của nạn lạm phát nghiêm trọng vào thế kỷ thứ 2 lương cơ bản vẫn không được tăng, mãi đến khi hoàng đế Septiminus Severus (trị vì từ năm 193 đến 211), lên ngôi, ông mới tăng lên thành 500 denarius một năm. Ngoài lương, người lính còn có thể có thêm thưởng từ số của cải cướp được khi chinh chiến
Tất cả các lính lê dương khi kết thúc thời gian trong quân ngũ được trợ cấp một lần (gọi là praemia) 3.000 denarius (thời của Augustus) và/hoặc một mảnh đất trồng trọt tốt. Đến thời của Hoàng đế Caracalla, lương cơ bản tăng lên 5.000 denarius.Ngoài ra những đại đội trưởng cũng sẽ được thưởng thêm 1.000 thưởng nếu chiến đấu tốt trong những trận thắng.

## Biểu tượng

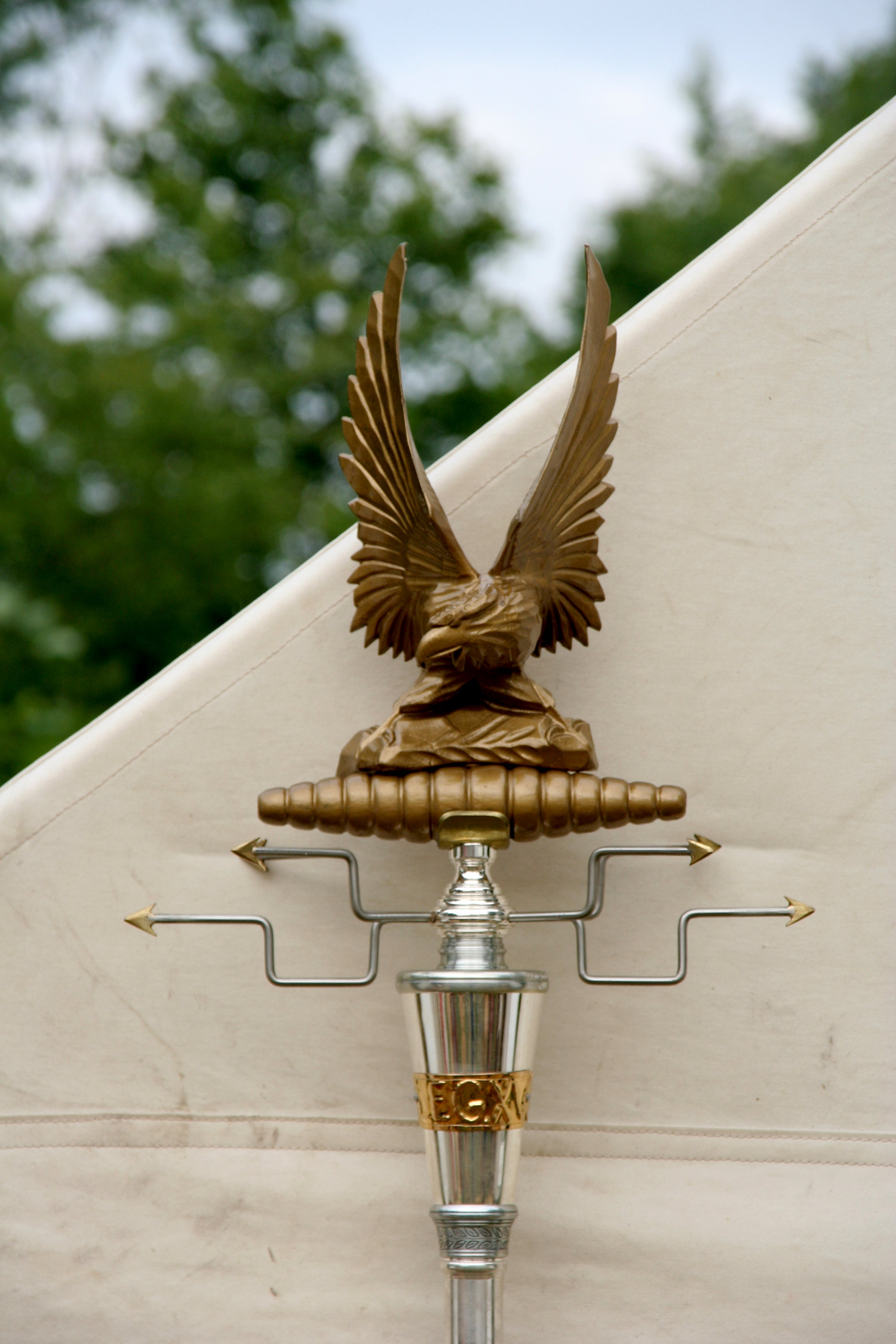
Một hình ảnh tái hiện lại của một Aquila.

Từ năm 104 TCN trở đi, mỗi quân đoàn có một con đại bàng gọi là Aquila làm biểu tượng. Nó có ý nghĩa như quân kỳ và do một người lính giữ quân kỳ (aquilifer) mang. Bị mất biểu tượng được coi là nỗi ô nhục lớn lao  và thường dẫn đến việc giải thể cả quân đoàn.
Trong Chiến tranh xâm lược xứ Gaule, Julius Caesar đã miêu tả nỗi sợ hãi của việc mất biểu tượng Aquila tác động đến binh lính như thế nào trong cuộc xâm lược Britainia lần thứ nhất vào năm 55 TCN: trong khi quân của Caesar còn do dự chưa muốn rời chiến thuyền để đổ bộ vào Britons, người lính giữ quân kỳ của Quân đoàn X (Lê dương X Gemina) đã nhảy khỏi thuyền cùng với con đại bàng và tiến thẳng về phía đối phương. Những đồng đội của anh ta, trước nỗi sợ hãi vì điều ô nhục đã "đồng lòng cùng nhảy xuống thuyền" khiến cho tất cả binh lính trên những chiếc thuyền khác đều làm theo.
Cùng với sự ra đời của Đế quốc La Mã, các quân đoàn lại có thêm sự ràng buộc đối với Hoàng đế: mỗi quân đoàn đều có một sĩ quan nữa gọi là (imaginifier), mang một cây gậy với hình ảnh hoặc tượng (imago) của hoàng đế - đấng giáo trưởng tối cao (pontifex maximus).
Mỗi quân đoàn còn có thêm một binh sĩ gọi là vexillifer mang phiên hiệu (vexillum hoặc sugnum) với tên và huy hiệu của quân đoàn khắc trên một tấm biển. Nếu những đơn vị của một quân đoàn được phối thuộc quân đoàn khác thì nhóm quân bổ sung sẽ chỉ mang theo phiên hiệu chứ không mang theo cả biểu tượng và họ được gọi là các vexillatio (hay vexillationes). Phiên bản thu nhỏ của phiên hiệu đặt trên một cái đế bạc đôi khi được tặng cho các sĩ quan như huy hiệu ghi nhận công trạng của họ khi nghỉ hưu hoặc thuyên chuyển sang quân đoàn khác.
Dân thường cũng có thể được tặng thưởng một cây tên không có mũi nếu tích cực giúp đỡ quân đội.

## Khẩu hiệu
"S.P.Q.R" hay Senatus Populusque Romanus (Viện Nguyên lão và nhân dân La Mã), khẩu hiệu này được khắc dưới con đại bàng Aquila, biểu tượng của quân đoàn.
Có thể hiểu câu khẩu hiệu này là  vì Viện Nguyên lão và nhân dân La Mã  hay Viện Nguyên lão và nhân dân La Mã luôn ở sau chúng ta.

## Cách vận hành của một Lê dương La Mã
Đọc thêm Lính Lê dương La Mã

### Nơi đóng quân và sở chỉ huy
Thông thường binh lính của quân đoàn đóng quân gần sở chỉ huy trong doanh trại có tường gỗ và đôi khi là tường đá bao quanh. Mỗi quân đoàn đóng tại một địa bàn, họ chỉ rời khu vực đó khi vị tướng đứng đầu ra lệnh và tuy không nhất thiết nhưng thường phải được sự đồng ý của Viện Nguyên lão hay Hoàng đế vì nếu chuyển quân một cách tuỳ tiện dễ bị kết tội bạo loạn.

### Tuyển mộ
Một người muốn trở thành lính Lê dương đầu tiên phải là Công dân La Mã, tuy nhiên ở miền Đông thì có thể được trao quyền công dân khi được tuyển mộ. Những người được thu nhận vào quân đội phải khoảng 17 đến 22 tuổi và phải phục vụ trong quân đội nhiều hơn 20 năm. Tất cả những người lính đều không được kết hôn tuy nhiên một số cuộc hôn nhân đã diễn ra trong bí mật. Nếu được chấp nhận gia nhập quân ngũ, anh ta sẽ được nhận một khoản tiền để có thể đi đến nơi quân đoàn mà mình sẽ phục vụ đóng quân. Khi tới doanh trại, tân binh sẽ đọc lời thề quân nhân rồi được xếp vào một đại đội. Lời tuyên thệ này sẽ được đọc lại vào mỗi ngày đầu tiên của năm mới.
Các loại quân trợ chiến thường không phải là công dân La Mã và được tuyển mộ từ những vùng bị chinh phục hoặc đồng minh.. Lính công binh thì được lấy từ thợ thủ công thành thị.
Ngoài ra, trong các quân đoàn luôn có lính đánh thuê tuyển dụng gần nơi đóng quân khi có nhu cầu. Các lực lượng phục dịch được bổ sung từ các nô lệ địa phương hoặc tù binh.

### Huấn luyện
Các quân đoàn thường chỉ huấn luyện Lính Lê dương, các loại quân khác được huấn luyện ở các trường địa phương. Việc huấn luyện thực hiện ngay tại nơi đóng quân. Binh lính được huấn luyện các kỹ năng chủ yếu sau:
:

#### Bơi lội
Mọi lính mới đều phải biết bơi, đó là kỹ năng rất cần thiết nếu trên đường hành quân gặp sông mà không có cầu hoặc sông bất ngờ dâng nước và chảy xiết do mưa. Ngoài ra bơi lội còn hữu ích trong sinh hoạt hàng ngày như tắm rửa. Không những chỉ có lính lê dương mà kể cả lính trợ chiến, kỵ binh, nô lệ, tạp dịch...cũng được huấn luyện để sử dụng trong trường hợp cần thiết.

#### Đánh kiếm
Tất cả lính La mã đều phải tập đánh kiếm với một thanh kiếm gỗ nặng gấp đôi kiếm thật (Gladius), điều này giúp cho anh ta có thể sử dụng kiếm thật khi giáp chiến một cách nhanh nhẹn, mạnh mẽ và có độ chính xác cao hơn. Ngoài cách sử dụng kiếm, họ phải nắm vững các kỹ năng di chuyển: tiến, lùi và tận dụng mọi cơ hội để hạ đối thủ. Tập kiếm gắn liền với tập sử dụng khiên và một điều tối quan trọng phải ghi nhớ là "không được sơ hở khi tìm cách đâm đối phương". Người La Mã thường hay khuyến khích binh lính đâm thay vì chém. Động tác đâm thực hiện nhanh chóng hơn trong khi khả năng sát thương tương đương với chém. Một lý do khác là khi đâm, binh lính có thể phòng thủ phần cơ thể đằng trước tốt hơn chém.

#### Bắn cung, ném đá và phóng lao
Ngoài đánh kiếm, tân binh được huấn luyện cách sử dụng cung, ném đá và phóng lao. Phóng lao là kỹ thuật chiến đấu rất quan trọng vì cách đánh của lính lê dương thường là ném lao rồi rút gladius xông vào giáp chiến (khi ra chiến trường một lính lê dương thường mang ít nhất hai và đôi khi tới năm ngọn lao gắn trên khiên). Lao sử dụng khi huấn luyện cũng nặng hơn lao dùng khi đánh trận. Ngoài ra tất cả còn phải được tập kỹ năng ném đá bằng dây (sling), vì nó tương đối dễ dàng nên việc huấn luyện không được thực hiện kỹ lưỡng lắm. Tất cả quân đội cổ đại đều có loại quân ném đá, La Mã cũng không phải là ngoại lệ và nó tỏ ra rất hữu dụng trong một số trận đánh. Những người phù hợp được huấn luyện nâng cao về bắn cung. Tất cả các kỹ năng này sẽ trở nên rất quan trọng, thậm chí có ý nghĩa sống còn trong nhiều trường hợp cả trong phòng thủ lẫn tấn công, đặc biệt là lúc không tìm ra vũ khí phù hợp...

#### Khuân vác
Những kỹ năng quan trọng khác mà cả tân binh lẫn cựu binh đều phải thường xuyên luyện tập chính là chất xếp, bốc dỡ đồ đạc trên lưng la và ngựa, trong huấn luyện, người ta sử dụng ngựa gỗ. Nhiều trận chiến được quyết định bằng tốc độ bố dỡ quân trang để chuẩn bị của binh lính. Ngoài ra cách đóng gói, xếp dỡ quân trang quân dụng cũng góp phần nâng cao tốc độ hành quân. Trọng lượng thông thường một người lính phải mang là 22 – 27 kg quân trang chưa kể áo giáp, vũ khí, khiên mang trên người trên suốt cuộc hành quân. Điều này khiến cho trong các cuộc hành quân khó khăn, như là đi qua một dãy núi hẹp chẳng hạn, quân đội không bị phụ thuộc vào các phương tiện chuyên chở khác đồng thời cải thiện tốc độ hành quân vì có thể tách rời bộ phận hậu cần. Do thường xuyên phải mang nặng khi tập luyện nên việc này không quá khó khăn đối với lính lê dương La Mã.

#### Khác

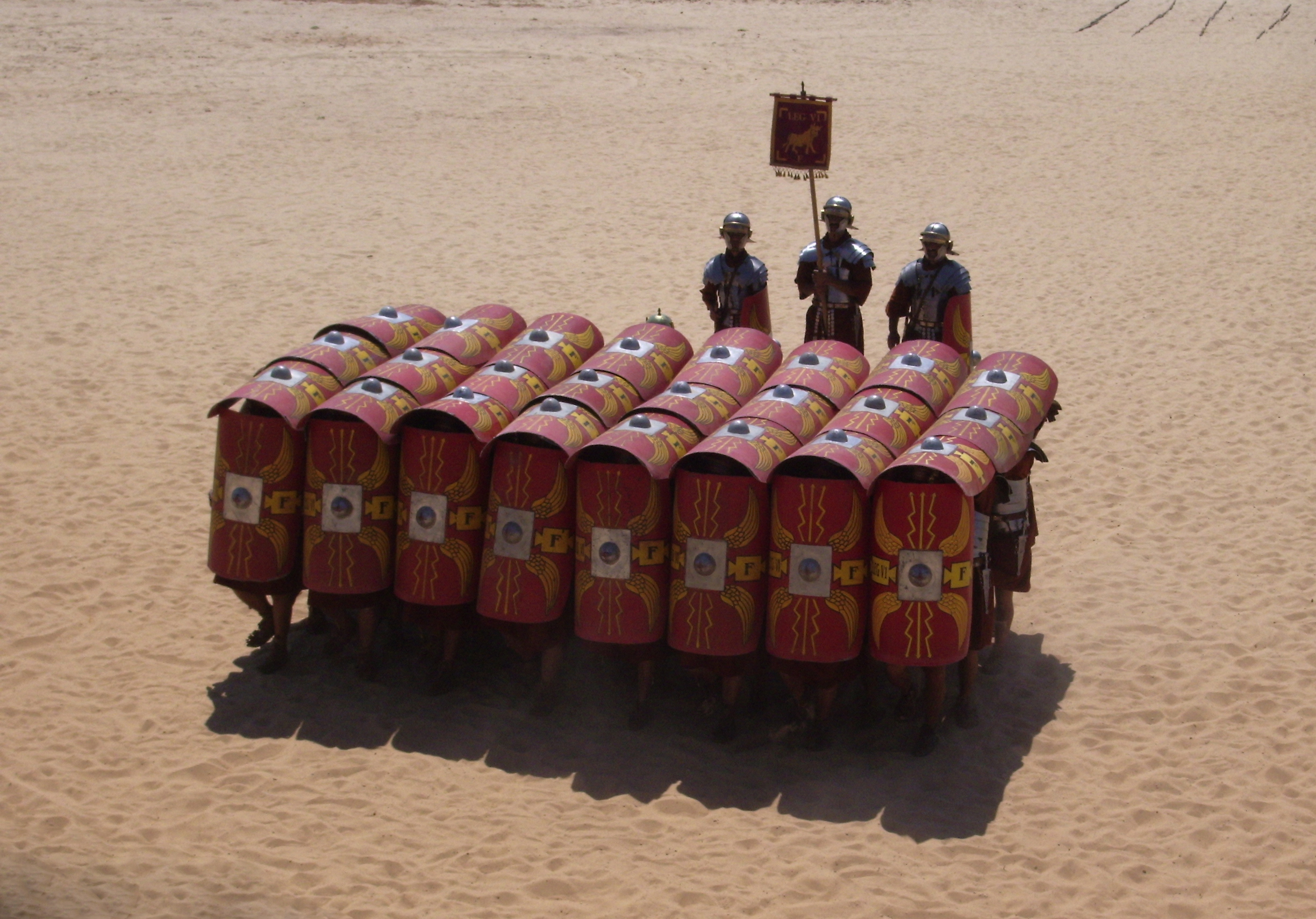
Đội hình mai rùa (testudo) của binh lính La Mã.

Một số kỹ năng khác cũng quan trọng mà lính lê dương cũng phải luyện tập là sắp xếp đội hình (trong đó có đội hình mai rùa - Testudo formation để chống lại sự tấn công bằng cung tên nổi tiếng của La Mã), cách di chuyển, hành quân, xây dựng doanh trại...trong mọi thời tiết và bất kể ngày đêm. Gian khổ và khó khăn, La Mã yêu cầu mọi người lính khi ra trận tiền không những chỉ có lòng can đảm cùng kỹ năng chiến đấu tốt mà còn phải trở nên toàn diện, láu cá và một chút thông minh.

### Kỷ luật
Kỷ luật của các quân đoàn La Mã nói riêng và cả quân đội La Mã nói chung vô cùng khắc nghiệt. Quy tắc đề ra luôn phải được tuân thủ một cách nghiêm ngặt, binh lính vi phạm sẽ bị trừng phạt rất nặng. Nhiều lính Lê Dương rất sùng bái nữ thần kỷ luật Disciplina, lẽ sống của họ là cần kiệm, nghiêm khắc với bản thân và lòng trung thành tuyệt đối. 
Sau đây là một số hình phạt dành cho người vi phạm kỷ luật:

#### Hình phạt nhỏ
- Đánh bằng gậy (Castigatio): do Đại dội trưởng sử dụng cây gậy chỉ huy thực hiện. (animadversio fustium)(Tac. Annals I, 23)
- Cắt khẩu phần (Reduction of rations) hoặc chỉ có thức ăn duy nhất là lúa mạch.
- Phạt lương (Pecunaria multa): phạt tiền, trừ lương hoặc trợ cấp.
- Đánh bằng roi thường(Flogging): Bị đánh bằng roi trước cả đại đội, đội quân thậm chí cả quân đoàn.
- Đánh bằng roi ngựa (Whipping): thay vì roi thường, roi đánh ngựa (flagelum, flagella)sẽ được sử dụng, hình phạt này hà khắc, và có tính hạ nhục hơn là đánh bằng roi thường và thường dùng trong giai đoạn cuối của Đế quốc La Mã khi nô lệ tình nguyện sung quân chiếm phần lớn quân đội La Mã.
- Hạ cấp (Gradus deiectio)
- Đuổi khỏi quân đội (Missio ignominiosa)
- Trừ thâm niên phục vụ trong quân ngũ.
- Lao công (Militiae mutatio): bắt buộc phải làm các việc hạ cấp (dọn dẹp vệ sinh, nấu ăn... việc này rất nhục nhã vì một người La Mã phải làm công việc vốn là của nô lệ, tạp dịch).
- Phạt việc (Munerum indictio): tăng thêm việc phải làm (sau khi hoàn thành các nhiệm vụ thông thường bắt buộc hằng ngày).

#### Hình phạt lớn
- Đánh tập thể (Fustuarium): khi bị kết tội đào ngũ, đào nhiệm, lơ là không làm tròn nhiệm vụ.... người chịu hình phạt sẽ bị trói tay và bị các đồng đội trực tiếp vây xung quanh đánh hoặc ném đá đến chết. Nếu đã bị kết tội đánh tập thể nhưng bỏ trốn được, người lính sẽ không bị truy nã nhưng bị trục xuất khỏi La Mã.
- Tàn sát hàng loạt (Decimatio): một hình phạt rất tàn bạo áp dụng cho một tập thể (thậm chí cả quân đoàn) khi bị kết tội nổi loạn (nhưng chỉ khi ra hàng, nếu không hàng bắt được là giết), bỏ mặc đồng đội hoặc lơ là nhiệm vụ... Cứ mười lính thì sẽ có một người bị xử tử; số còn lại bị đuổi ra khỏi trại hoặc đôi khi được gia ơn chỉ phải đọc lại lời thề quân nhân sacramentum.

## Khác

### Cách đọc tên một Quân đoàn

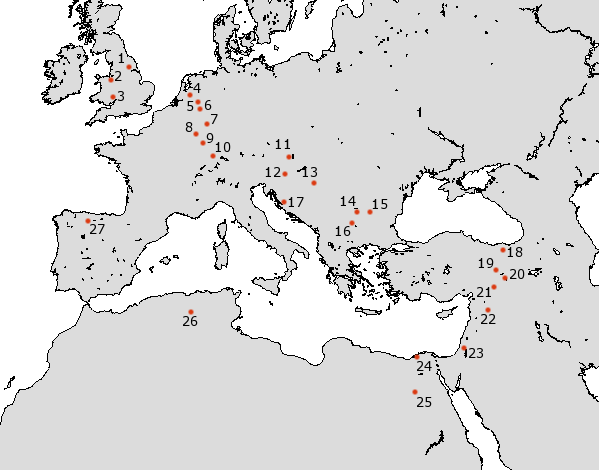
Vị trí đóng quân của các Quân đoàn năm 80. Mỗi chấm đỏ tượng trưng cho vị trí đóng quân của một quân đoàn. Bấm vào ảnh để xem hình phóng to.

Tên của một Quân đoàn được đặt theo nhiều cách nhưng thường theo công thức chung như sau::

Legio -Số thứ tự-1 (-Tên người thành lập-) hoặc (-Tên địa danh-)2 (-danh hiệu hoàng đế trao tặng-)3

Nguyên tắc trong "- -" thì bắt buộc "(- -)" thì có hay không cũng được (nhưng hay có)

Ví dụ (dùng hẳn tiếng gốc)
Legio XIII
Legio IX Hispana
Legio I Adiutrix pia fidelis
- Giải thích:

1Số thứ tự của quân đoàn để phân biệt với các quân đoàn khác (nhưng không độc nhất). Tất cả các quân đoàn ngay khi mới ra đời đều chỉ có số thứ tự, chưa có các danh hiệu tiếp theo sau ví dụ như Legio I Adiutrix pia fidelis lúc mới thành lập chỉ có tên là Legio I

2 Là tên tỉnh mà ở đó quân đoàn đã giành được chiến thắng nổi bật. Ví dụ:Legio IX Hispana
có nghĩa là họ đã đánh thắng một trận chiến quan trọng ở Hispana (Tây Ban Nha và Bồ Đào Nha ngày nay)

3 Là danh hiệu được Hoàng đế ban tặng sau các sự kiện quan trọng thể hiện phẩm chất đặc biệt của quân đoàn. Ví dụ:
- Pia fidelis: có nghĩa là Trung thành, được trao tặng khi quân đoàn duy trì lòng trung thành với Hoàng đế khi bạo loạn nổ ra.
- Victrix: có nghĩa là chiến thắng, được trao tặng khi quân đoàn thắng một trận vang dội hoặc nhiều chiến thắng liên tiếp.
- Gemina: có nghĩa là đôi, chỉ các quân đoàn kép được hợp nhất từ hai quân đoàn khác nhau, các quân đoàn Gemina khi ra trận có hai biểu tượng Aquila.
- Augusta: vừa có nghĩa là tôn kính, cao quý, vừa có thể là tên vị Hoàng đế lập ra quân đoàn. Các quân đoàn được mang danh hiệu Augusta viết như sau: Legio III Augusta hay Legio I Augusta, Germanica.

Ngoại lệ: 
- Legio I, Legio II, Legio III và Legio IV là các quân đoàn dự bị cơ động thuộc Viện Nguyên lão, chỉ được thành lập khi La Mã bị đe dọa và giải thể ngay sau khi hoàn thành nhiệm vụ.
- Equestris: quân đoàn hiệp sĩ, là danh hiệu được mang ngay khi thành lập chỉ nguồn gốc xuất thân của binh lính là tầng lớp hiệp sĩ (equestrian).

Như vậy, "Legio I Augusta, Germanica" có thể gọi là "Quân đoàn I Germanica Cao quý". Tuy nhiên, cách đặt tên trên có thể có nhiều ngoại lệ, tên gọi của một quân đoàn cũng không cố định mà có thể thay đổi theo từng thời kỳ.

## Nhận định

### Nguyên nhân thành công
Nguồn

- Đó chính là sự không ngừng đổi mới, nhà khai sáng Montesquieu (Charles de Secondat) viết "..lý do chính dẫn đến việc La Mã thống trị thế giới cũng như giành chiến thắng trước nhiều dân tộc là họ luôn từ bỏ các lề thói của mình ngay khi tìm thấy cái tốt hơn.. " [38] Ví dụ, người La Mã đã từ bỏ truyền thống để sử dụng mẫu kiếm gladius của người Tây Ban Nha, chiến thuyền của người Carthage, kỵ binh nặng và lính cưỡi ngựa bắn cung của người Ba Tư.

- Cách tổ chức của quân đội La Mã linh hoạt hơn so với các đối thủ của họ. Các quân đoàn La Mã có thể đương đầu với nhiều loại quân khác nhau một cách hiệu quả từ kỵ binh, cung thủ, máy móc cho tới chiến tranh du kích.
- Kỷ luật La Mã: cách tổ chức cũng như sự hệ thống hoá cao đã chứng tỏ được hiệu quả trong chiến trận trong một khoảng thời gian rất dài. Tất cả các yếu tố trên luôn hiện diện trong các quân đoàn La Mã từ khâu huấn luyện, hậu cần phục vụ cho đến tổ chức trận địa...
- Người La Mã kiên định và có ý chí chịu đựng thất bại để vượt qua hơn đối phương. Chiến tranh với Carthage, Parthia và các chủng tộc man rợ đã chứng minh đều đó. Họ có thể chịu những thất bại nặng nề (như trận Cannae) trong từng trận đánh nhưng vẫn giành chiến thắng trong cả cuộc chiến tranh.
- Lãnh đạo quân đội La Mã là một hệ thống hỗn hợp nhưng trong suốt lịch sử nó vẫn thường luôn đảm bảo cho thành công về mặt quân sự.
- Ảnh hưởng của văn hóa La Mã, cả quân sự lẫn dân sự, đặc biệt là đối với những quân đoàn bộ binh nặng, đã đem đến cho quân đội La Mã một động lực bền vững và sự liên kết chắc chắn.
- Kỷ luật nghiêm khắc và quan trọng hơn là tính đồng nhất đã khiến cho việc chỉ huy, duy trì và thay thế quân lính được thực thi một cách chắc chắn. Các đối thủ của La Mã thường có tính chất bộ tộc và không có khoa học quân sự.
- Quân trang của La Mã, đặc biệt là những bộ áo giáp độc đáo của họ, phổ biến hơn, dày và nặng hơn đối phương, đặc biệt là trong thời kỳ cuối của nền Cộng hoà và thời kỳ đầu của Đế quốc La Mã. Binh lính với trang bị khiên, mũ và áo giáp, trong nhiều trường hợp, được bảo vệ tốt hơn và có lợi thế hơn những người chỉ được trang bị khiên, đặc biệt là trong những cuộc giao chiến kéo dài.
- Năng lực về công binh của La Mã đứng đầu trong thế giới cổ đại, họ cũng là bậc thầy về cả tấn công lẫn phòng thủ trong đánh công kiên, đặc biệt là kỹ thuật thiết kế, xây dựng thành luỹ, làm đường (La Mã cổ đại là nước duy nhất ở châu Âu có thể xây dựng các đường cao tốc La Mã lát đá). Đó cũng là ưu thế quan trọng của các quân đoàn La Mã.

### Nguyên nhân thất bại
Tác giả Hugh Elton trong bài viết: "Sự sụp đổ của Đế chế La Mã - Trên góc độ quân sự" đã chỉ ra những nguyên nhân thất bại của quân La Mã như sau:
- Do quá thiếu thốn kỵ binh nặng, La Mã thường hay thua trận trước những kẻ thù giỏi về kỵ binh (Parthia, Goth, Hung...). Kịch bản phổ biến là La Mã lâm vào tình trạng bị đối phương tiêu diệt hết kỵ binh hỗ trợ rồi sau đó bộ binh bị kỵ binh bắn tỉa tiêu diệt nốt. Chiến thuật này rất khó đối phó vì lực lượng kỵ binh trung bình của La Mã nếu giáp chiến sẽ không địch nổi kỵ binh rất mạnh của đối phương, nếu án binh bất động thì bị kỵ binh bắn cung tấn công trong khi bộ binh cơ động quá chậm so với kỵ binh.
- Cải cách không phù hợp: kể từ cuộc cải cách của Hoàng đế Diocletianus và Constantinus I Đại Đế, sức mạnh của các quân đoàn bị giảm sút khi phải phân tán trên lãnh thổ rộng lớn, vừa phải canh phòng biên giới vừa phải cơ động khi cần thiết. Việc này đã làm mất đi những quân đoàn La Mã đa năng và mạnh mẽ trong cả tấn công lẫn phòng thủ trước đó.
- Bị chia cắt và mất đi tính đồng nhất: khoảng sau năm 300, La Mã cho cả các bộ tộc man rợ gia nhập quân đội. Cùng với các lý do khác, trong giai đoạn từ năm 300 - 400 CN, La Mã thua nhiều trận rồi bị tiêu diệt phần phía Tây (phần phía Đông vẫn tiếp tục tồn tại sau khi phía Tây sụp đổ một phần là nhờ họ không tuyển mộ ngoại tộc ồ ạt như phía Tây). Việc La Mã chính thức bị chia cắt làm hai (Đông và Tây La Mã) năm 395 cũng làm sức mạnh của cả đế quốc suy giảm.
- Hệ thống lãnh đạo của La Mã gồm nhiều thành phần pha trộn, tuy có những mặt tích cực nhưng thường gây bất hoà và nội chiến làm suy yếu La Mã.
- Tài chính, đặc biệt là phần phía Tây sau khi La Mã bị chia cắt, suy yếu. Với chi phí vận hành quân đội tốn kém hơn so với các đối thủ, La Mã nhiều khi lâm vào tình trạng không đủ ngân sách để chi trả quân lương khiến cho sức chiến đấu và sĩ khí suy giảm.

Tuy nhiên, nếu chỉ dùng một lý do để nói về sự thất bại của những quân đoàn La Mã trong giai đoạn cuối, có thể kết luận đó là sự lãnh đạo kém cỏi chứ không phải là mô hình tổ chức.